# Biserica Sfântul Nicolae din Bălinești
Biserica „Sfântul Nicolae” din Bălinești este o biserică ctitorită de logofătul Ioan Tăutu în perioada anilor 1494-1499 în satul Bălinești  (ținutul Dorohoiului, astăzi în comuna Grămești din județul Suceava, România). Această construcție este un monument reprezentativ al epocii lui Ștefan cel Mare (1457-1504).
Biserica „Sf. Nicolae” din Bălinești a fost inclusă pe Lista monumentelor istorice din județul Suceava din anul 2015, având codul de clasificare  SV-II-m-A-05493.

## Istoric

### Construirea bisericii

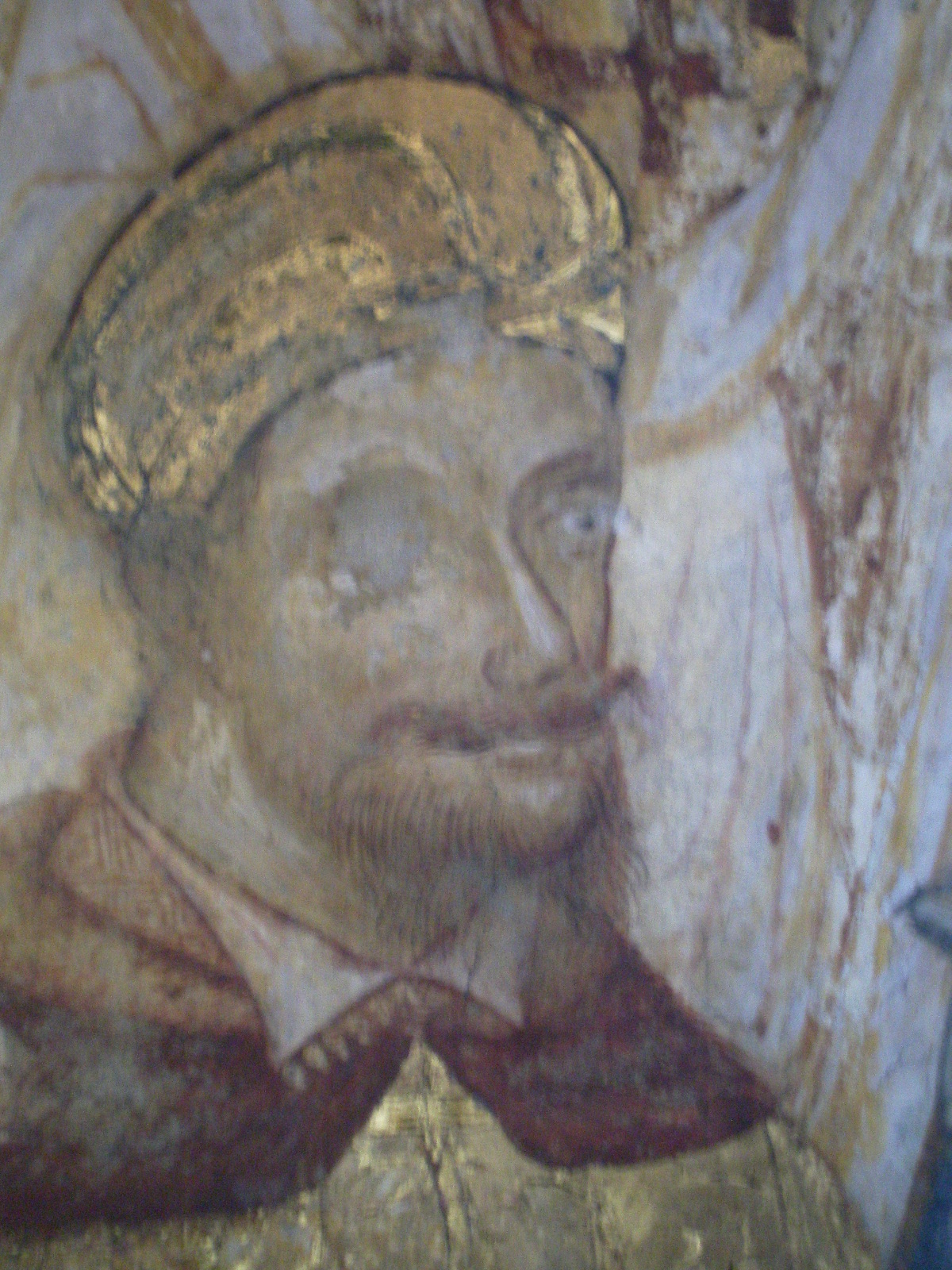
Ctitorul bisericii, logofătul Ioan Tăutu.

Biserica din Bălinești este înălțată pe un teren mai înalt, care domină valea Siretului, aflându-se la o distanță de 12 km de orașul Siret. Ea a avut rolul de biserică de curte boierească și necropolă a familiei logofătului Tăutu, diplomat al domnitorilor Ștefan cel Mare (1457-1504) și Bogdan al III-lea (1504-1517). Logofătul avea în zonă moșii întinse și o curte boierească.
Data începerii construcției nu este cunoscută. Pe pereții bisericii au fost găsite grafite din anul 1494, iar patru morminte din pronaos datează din anii 1494-1495 și martie 1499, ceea ce duce la concluzia că în acei ani biserica era aproape terminată, nefiind terminată probabil pictura și nefiind înzestrată cu odoare.
Pisania bisericii s-a păstrat pe zidul sudic al edificiului, într-un chenar, având o inscripție în limba slavonă (una dintre cele mai mari de acest gen din România) care relatează numai data terminării construcției, nu și data începerii. Textul inscripției este următorul: „Cu voia Tatălui, cu ajutorul Fiului și cu săvârșirea Sfântului Duh, pan Ion Tăutul logofăt a început a zidi această casă (hram) întru numele celui între sfinți, părintelui nostru, arhierarhul și făcătorul de minuni Nicolae, în zilele binecredinciosului și de Hristos iubitorului Domn Io Ștefan Voievod; și s-a săvârșit în anul 7007, luna decembrie 6”. În partea dreaptă a chenarului se află o însemnare cu textul: „Dragotă Tăutulovici”, care dezvăluie că acest Dragotă, fiul lui Tăutu, s-a îngrijit de realizarea inscripției sau a fost făcută poate de el.
Anul 7007 este desigur redat în cronologia erei bizantine și ar corespunde anului 1498 de la nașterea lui Christos. Totuși, până la anul 1572 se utiliza în Moldova stilul de la 1 ianuarie, iar după această dată stilul bizantin de la 1 septembrie. Ca urmare, anul 7007 reprezintă anul 1499 și nu 1498. Faptul că biserica a fost sfințită abia la 6 decembrie 1499 (de ziua hramului) se datorează faptului că logofătul Ioan Tăutu a trimis cu solie în Polonia în anul 1497, fiind închis la Liov.
Despre construcția acestei biserici vorbește și cronicarul Grigore Ureche în Letopisețul țărâi Moldovei, de când s-au descălecat țara și de cursul anilor și de viiața domnilor carea scrie de la Dragoș vodă până la Aron vodă. El spune următoarele: „Bogdan vodă daca stătu la domnie, gândi să-ș întărească lucrurile întăi cu vecinii și să-ș arate nume bun. Pe învățătura tătâne-său, a lui Ștefan vodă, trimis-au la împărățiia turcilor pre Tăutul logofătul cel mare, cu slujitori, pedestrime, dărăbani, de au dus birul, zéce povoară de bani și s-au închinatu cu toată țara la sultan Suleimanu împăratul turcescu. Iară împărățiia de bucurie mare cu dragoste i-au priimit și au dăruit toți banii Tăutului logofătului celui mare și i-au adus în țară și au ziditu pre acei bani o sfântă bisérică în satu în Bălinești, ce este la ținutul Sucévii și trăiește pănă astăzi.” Alexandru Odobescu consideră eronată afirmația cronicarului Ureche. Conform pisaniei, biserica a fost clădită în vremea lui Ștefan cel Mare și nu în cea a lui Bogdan al III-lea (1504-1517), deci nu putea fi construită cu banii de la sultan. În plus, logofătul nu putea să trateze cu sultanul Soliman I, deoarece acesta din urmă a urcat pe tron în anul 1520, la 11 ani după moartea lui Tăutu.

### Reparații
Biserica a suferit în decursul timpului mai multe profanări cauzate de turci și austrieci. Turcii au dat foc bisericii în incursiunile lor din perioada 1581-1711 și au împuns ochii sfinților cu sulițele, producând degradări ale picturii și zidului. Biserica a fost multă vreme arsă și neacoperită. Austriecii au folosit lăcașul de cult ca magazie. Biserica a fost reparată în 1721 prin grija episcopului Calistru de Rădăuți și a starostelui Dimitrie Macri, fiind refăcute acoperișul, ușa și mobilierul și construindu-se și scara de acces la clopotniță. O serie de lucrări de reparații au fost efectuate la 1763.
La începutul secolului al XIX-lea biserica din Bălinești a trecut în stăpânirea Mănăstirii Văratic, care a înființat aici un metoc de maici. În anul 1864, odată cu secularizarea averilor mănăstirești, moșia Bălinești a fost împărțită clăcașilor.
Într-un Raport adresat Ministerului Instrucțiunii publice la iulie 1872, Alexandru Odobescu afirma că biserica era „tare stricată, dar tot se mai face serviciul divin întrânsa”. El atrăgea atenția că lăcașul de cult necesită reparații, în lipsa acestora biserica putând deveni în curând o adevărată ruină.
Începând din anul 1899, biserica a fost luată în grijă, păstrare și conservare de Departamentul pentru Monumente Istorice. În anul 1904, arhitectul Theodor Ciocoiu a propus un proiect de restaurare, prin care se renunța total la toate zonele tencuite și
purtând urme de pictură murală. Edificiul a fost cercetat în 1910 de către arhitectul Nicolae Ghika-Budești și istoricul Alexandru Lapedatu din cadrul Comisiunii Monumentelor Istorice, fiind publicate în „Buletinul Comisiunii” descrieri detaliate ale acestuia, însoțite de fotografii.
O serie de lucrări de restaurare au fost efectuate după primul război mondial, începând din 1925, realizându-se următoarele:
- s-a pus un brâu de cărămizi smălțuite în jurul bisericii;
- s-au dat jos tencuielile pictate de pe fațada de sud și de pe laturile de vest și nord-vest ale pronaosului, rămânând cele trei rânduri de medalioane din teracotă smălțuită de sub cornișă. Pictura murală exterioară era considerată ulterioară înălțării edificiului, iar restauratorii doreau punerea în valoare a expresivității materialelor originare de construcție.
- s-a consolidat clopotnița cu bare de fier;
- s-a refăcut învelitoarea, care era distrusă și din cauza căreia ploua în biserică.

În anul 2002, în urma propunerii Universității Keiō din Tokio, prin profesorul Riichi Myiake, Biserica „Sfântul Nicolae” din Bălinești a fost inclusă de Ministerul Culturii și Cultelor într-un program de restaurare a picturii interioare și exterioare. Proiectul a fost finanțat la început de japonezi, apoi de Ministerul Culturii și Cultelor. În restaurarea edificiului s-au implicat specialiști din România: arheologi, pictori restauratori, istorici de artă, arhitecți, ingineri, precum și un număr de studenți de la Universitatea Keiō, veniți pentru practică. Cu acest prilej, au fost efectuate și unele săpături arheologice, în urma cărora au fost descoperite câteva artefacte: inelul sigilar al lui Dragotă Tăutulovici, nasturi globulari, aplice etc. Alexandru Odobescu menționează existența unei ascunzători în care s-au depus mai multe obiecte prețioase, dar intrarea ei rămăsese necunoscută după moartea unui om bătrân, singurul care o cunoștea.
În perioada derulării lucrărilor de consolidare a lăcașului de cult, slujbele bisericești se oficiază într-o biserică de lemn amplasată la sud de biserica monument istoric. În anul 2004, cu prilejul comemorării a 500 de ani de la moartea marelui voievod al Moldovei, Ștefan cel Mare, arhiepiscopul Pimen Zainea al Sucevei și Rădăuților a dispus construirea a 6 biserici de lemn de dimensiuni mici în care să se oficieze slujbele bisericești pe parcursul restaurării bisericilor monument istoric (la Arbore, Baia, Bălinești, Părhăuți, Pătrăuți și Sfântu Ilie).

## Descrierea bisericii

### Arhitectură

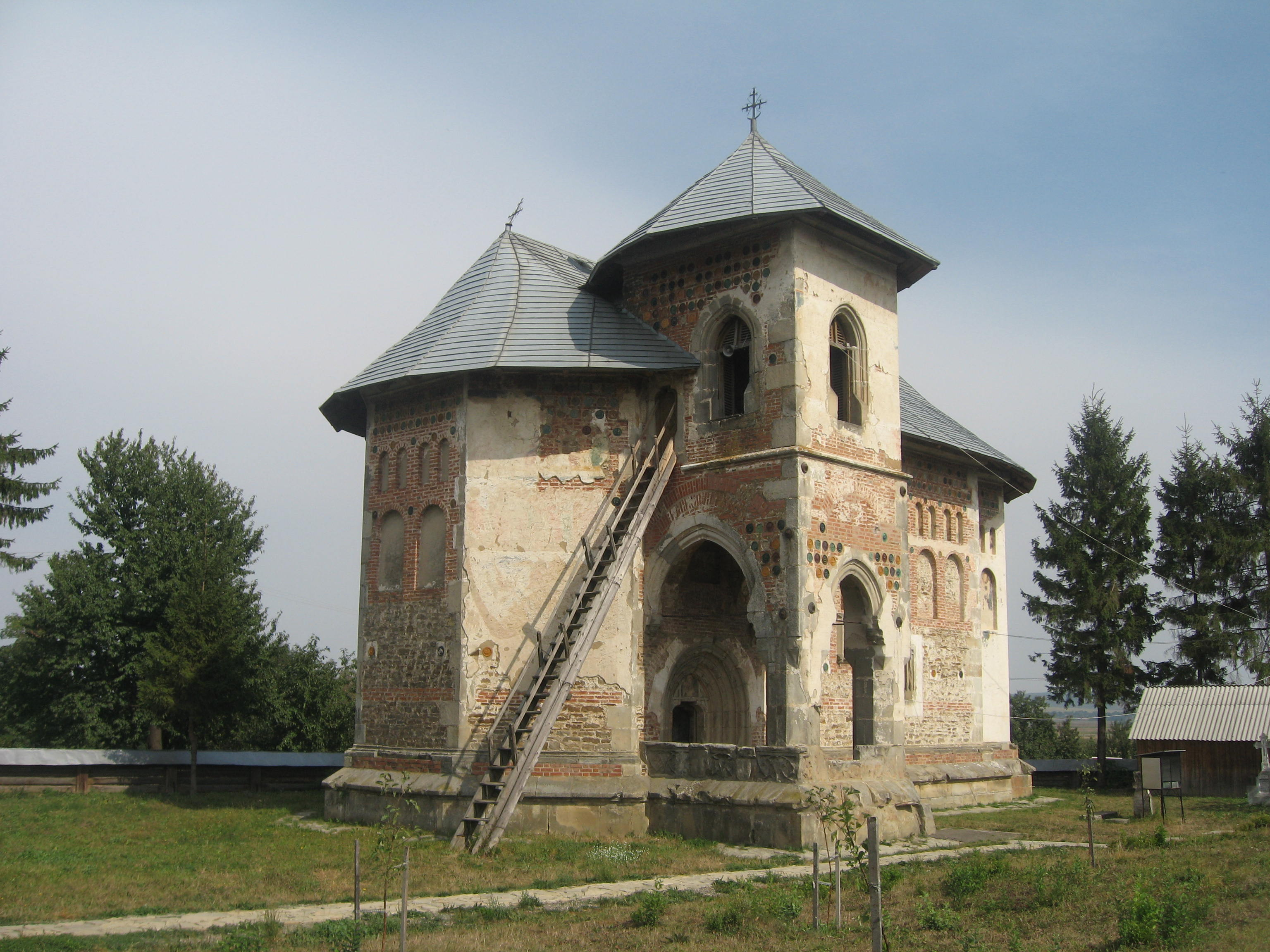
Biserica "Sfântul Nicolae" din Bălinești

Biserica are un aspect deosebit pentru o biserică de piatră moldovenească, deși la o privire mai atentă planimetria este întâlnită în nordul Moldovei, fiind însă caracteristică bisericilor de lemn. Biserica are un plan dreptunghiular, având un pronaos poligonal și un turn clopotniță pe latura de sud, în dreptul intrării in pronaos. Parterul turnului este un pridvor deschis.
Fațadele sunt din piatră brută și cărămidă aparentă, acoperite ulterior cu un strat de tencuială parțial pictat, care a căzut în decursul timpului. Soclul este din blocuri de piatră cioplită de dimensiuni mari. În registrul superior, biserica este înconjurată de două rânduri de ocnițe suprapuse, două de sus corespunzând la una de jos. De asemenea, construcția prezintă sub streașină și o friză de discuri ceramice smălțuite de culoare galbenă sau verde, decorate cu motive heraldice (leul, manticorul, sirena cu două cozi, capul de bour cu unul și doi „tenanți”, rozeta).
Acoperișul a fost înlocuit de mai multe ori, el nesemănând astăzi cu cel din tabloul votiv. Ferestrele din pronaos sunt mai mari decât celelalte și sunt ornamentate cu două rozete în stil gotic, pe când cele din naos și altar sunt dreptunghiulare, cu baghete subțiri încrucișate. Influența gotică se resimte în modul de tratare a soclului, a ancadramentelor, ca și la nervurile bolților pridvorului.
Elementul care evidențiază biserica este turnul clopotniță de plan pătrat, mai înalt decât corpul bisericii, atașat la partea sudică a pronaosului. El a fost adăugat mai târziu la corpul bisericii, acest lucru fiind dovedit de prezența frizei de rotocoale și cărămizi aparente care continuă sub zidăria turnului alipit. În tabloul votiv, biserica este reprezentat cu turnul alipit. Clopotnița formează un pridvor cu arcade în arc frânt, sprijinite prin console de doi stâlpi de piatră de formă octogonală și încoronat cu o boltă cu nervuri fine de piatră cioplită, poleite cu aur. În interiorul pridvorului sunt două bănci de piatră. Deasupra pridvorului se află camera clopotelor, unde se ajunge prin exterior pe o scară mobilă sau prin interior printr-o străpungere în bolta pronaosului. Această încăpere fără ferestre are trei deschideri terminate în arc frânt.
În interior, biserica este împărțită în pronaos, naos și altar. Între pronaos și naos se află un perete străpuns de ușă dispusă în ax. Aceste încăperi au bolți semicilindrice în stil romanic, întărite prin patru arcuri dublouri paralele, sprijinite de pilaștri formați din mănunchiuri de câte trei coloane angajate în pereții laterali.
Catapeteasma bisericii datează de la sfârșitul secolului al XVIII-lea (1792), fiind realizată cu cheltuiala lui Ieremia Jicnicerul, proprietarul de atunci a moșiei de la Bălinești. Ea este lucrată din lemn de tei și alcătuită din trei rânduri de icoane. Este împodobită cu elemente florale sculptate.

### Iconografie

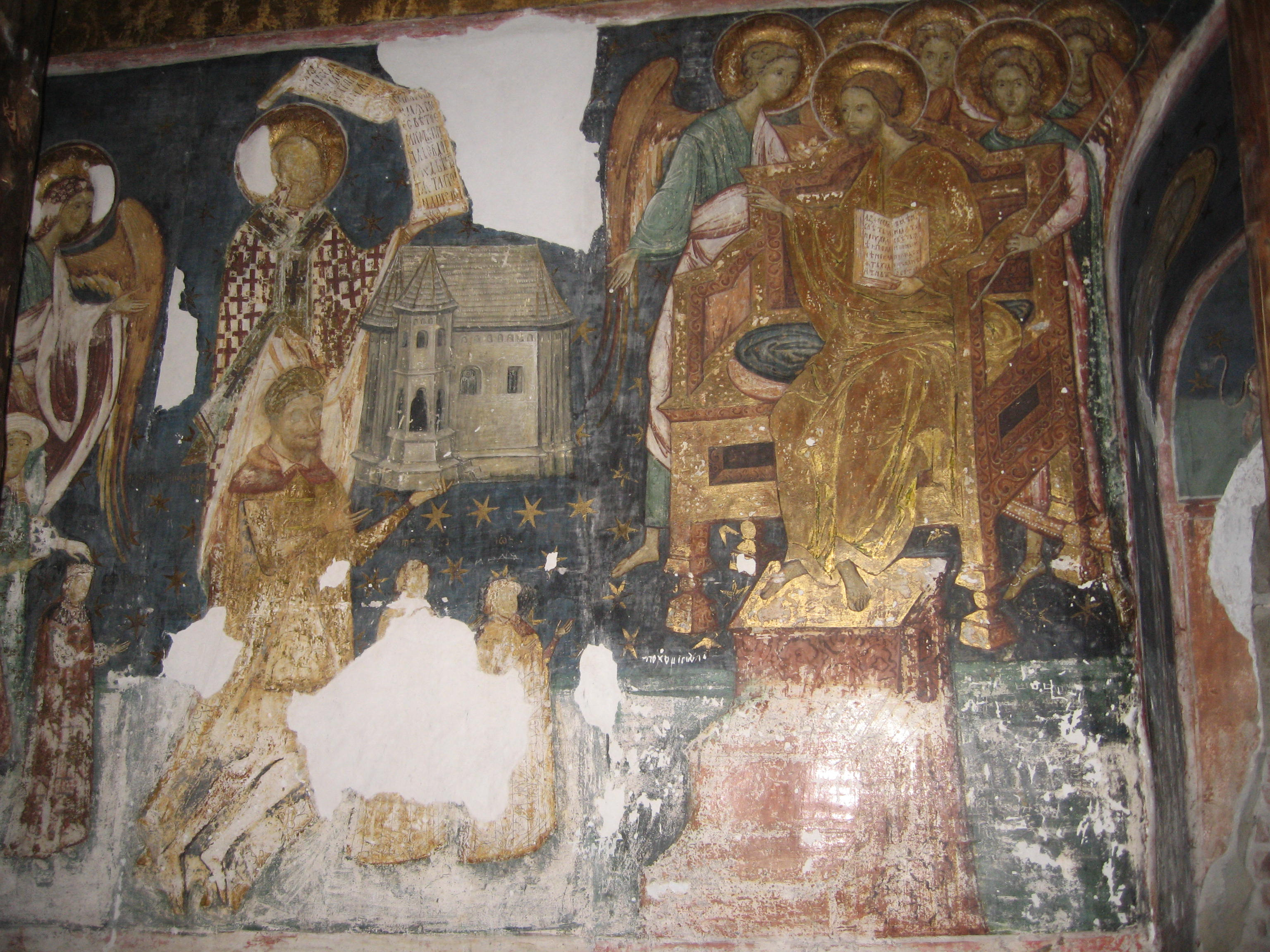
Tabloul votiv

Biserica a fost pictată în întregime în exterior în perioada 1535-1538, în timpul domniei lui Petru Rareș, după cronologia stabilită de Sorin Ulea. Într-un articol din 1996, cercetătorul Dumitru Năstase a reanalizat o serie de aspecte legate de biserica din Bălinești, el datând momentul realizării picturii murale exterioare imediat după anul 1499, pe baza mai multor fapte: cele de ordin istoric-politic, imaginea bisericii din tabloul votiv în care autorul credea că recunoaște prezența picturii exterioare și prezența scenei Asediul Constantinopolului, pictat sub pisanie. Pisania a fost montată în zidărie înaintea pictării pereților exteriori, acest lucru fiind dedus din faptul că ultima literă din numele lui Dragotă Tăutulovici, pisarul inscripției, este obturat parțial de zidărie.
Pictura exterioară s-a degradat pe zone foarte mari, fiind aproape complet distrusă ca urmare a desprinderii straturilor de tencuială exterioară. În prezent, se mai disting doar pe alocuri urme din vechea pictură. Pictura exterioară se păstrează cel mai bine în firidele de pe latura de sud a absidei în care sunt zugrăvite chipuri de sfinți (Sf. Nicolae și Sf. Arhanghel Mihail), relativ bine în unele ocnițe de la nivelul absidei și în stare precară pe latura de sud-vest a pronaosului poligonal, chiar lângă clopotniță (urme din Judecata de Apoi).
Pictura interioară a bisericii este considerată a fi, alături de pictura de la Mănăstirea Voroneț, cel mai bogat și mai bine păstrat ansamblu de fresce de pe vremea lui Ștefan cel Mare. În vara anului 1955, cercetătorul Sorin Ulea a descoperit în tabloul votiv, la picioarele Mântuitorului, o inscripție cu grafie măruntă: Pisal Gavril irom. (ieromonah), adică „a pictat ieromonahul Gavril”.
În pronaos sunt pictate scene din Vechiul Testament, scene din viața Sf. Ierarh Nicolae, iar în registrul interior figuri de sfinți. În naos sunt reprezentate numeroase scene din viața Mântuitorului Iisus Hristos, minunile și patimile sale. Sunt de menționat scenele din Ducerea la judecată a lui Iisus, Ducerea crucii, Urcarea pe cruce, Răstignirea sau Așezarea în mormânt.
Biserica păstrează pe peretele sud-vestic al naosului și tabloul votiv în care logofătul Tăutu închină biserica la picioarele Mântuitorului. Logofătul este reprezentat alături de familia sa, soția sa Margareta, fiica lor Anastasia, viitoarea soție a logofătului Teodor Bubuiog (ctitorul Mănăstirii Humor) și fiii săi, Pătrașcu și Ioan, aflați în fața logofătului. Ctitorul poartă o manta verde cu guler din blană de samur, pe cap are o tocă (bonetă) ca și hatmanul Șendrea și Luca Arbore la ctitoriile lor. Biserica are jumătate din statura unui om.
În altar sunt întâlnite scene pictate cu măiestrie cum sunt: Nașterea Domnului, Întâmpinarea Domnului, Prinderea lui Iisus, Vânzarea lui Iuda, Rugăciunea de pe Muntele Măslinilor, Spălarea picioarelor, două scene cu Împărtășirea apostolilor, Cina cea de taină, Mormântul lui Iisus, Învierea prin pogorârea la iad, Jertfirea lui Isac etc. Pe calota boltei este reprezentată Maica Domnului cu pruncul, înconjurată pe laturi de câte doi îngeri. Pe pereți se întâlnesc și grafite, unele datate ca Eremia biv logofăt Grecul 1598.
Ansamblul pictural interior este în prezent în restaurare sub coordonarea unui profesor restaurator din București.

## Necropolă boierească
În pronaosul bisericii se află gropnița familiei Tăutu, aici aflându-se nouă lespezi din piatră care acoperă mormintele ctitorului și ale familiei acestuia. Printre cei înmormântați aici se află următorii:
- logofătul Ioan Tăutu (+1511) - piatra sa funerară este parțial deteriorată și cu anul morții săpat greșit 7009 (=1501) în loc de 7019 (=1511), iar luna este ilizibilă
- doi fii ai ctitorului, Petru și Teodor - ambii decedați între 20 și 22 septembrie 1494
- două fiice ale ctitorului, Vasilica (+18 septembrie 1495) și Magda (+29 septembrie 1500)
- cneaghina Maria, mama lui Dragotă Tăutulovici (+23 martie 1499)
- jupâneasa Anghelina, soția lui Drăgan Tăutul (+30 mai 1617)
- Toader Dragotovici, pisar - inscripția de pe piatră este parțial ștearsă, neputându-se citi anul morții
- Maria, fiica lui Mihai Tăutul (+1634/1635)

Lespezile funerare sunt bogat decorate, cea de pe mormântul Mariei Dragotă asemănându-se prin aspectul său oriental cu lespezile ce acoperă mormintele Mariei de Mangop și al Mariei-Voichița de la Mănăstirea Putna.
În pronaos se află și o lespede de piatră ruptă în două a boierului Ieremia Jicniceru Bahrinescu (+21 noiembrie 1815), care a fost înmormântat în afară, lângă zidul bisericii.

## Odoare de preț
Biserica „Sf. Nicolae” din Bălinești a fost dotată de ctitor încă de la început cu toate cele de trebuință. Este posibil să fi fost donate bisericii o Psaltire a logofătului Ion, care se află la Muncaci, împodobită cu chipul donatorului și un Liturghier aflat astăzi la Mănăstirea Neamț și atribuit logofătului Tăutu.

## Imagini

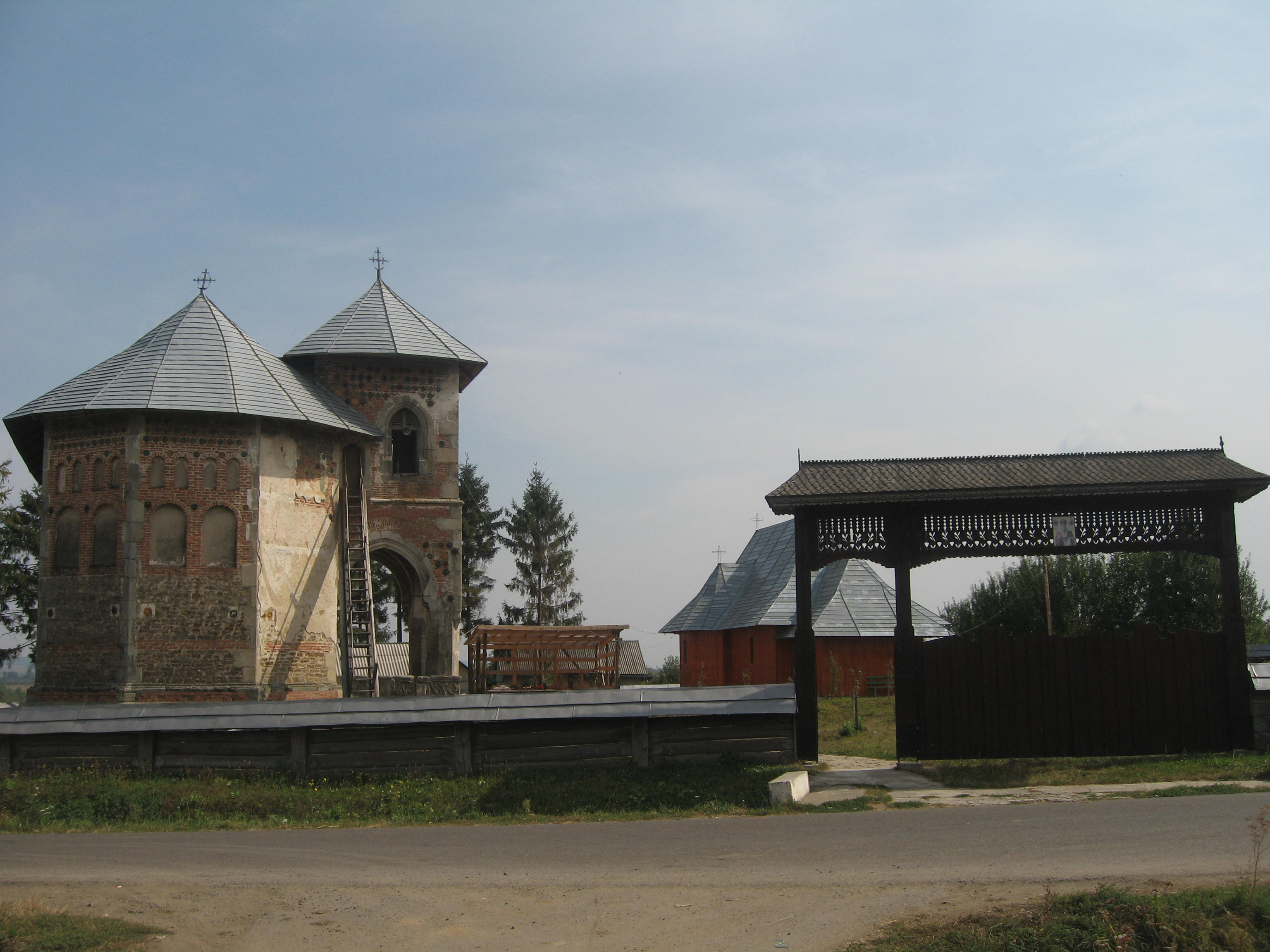
Biserica văzută din drum
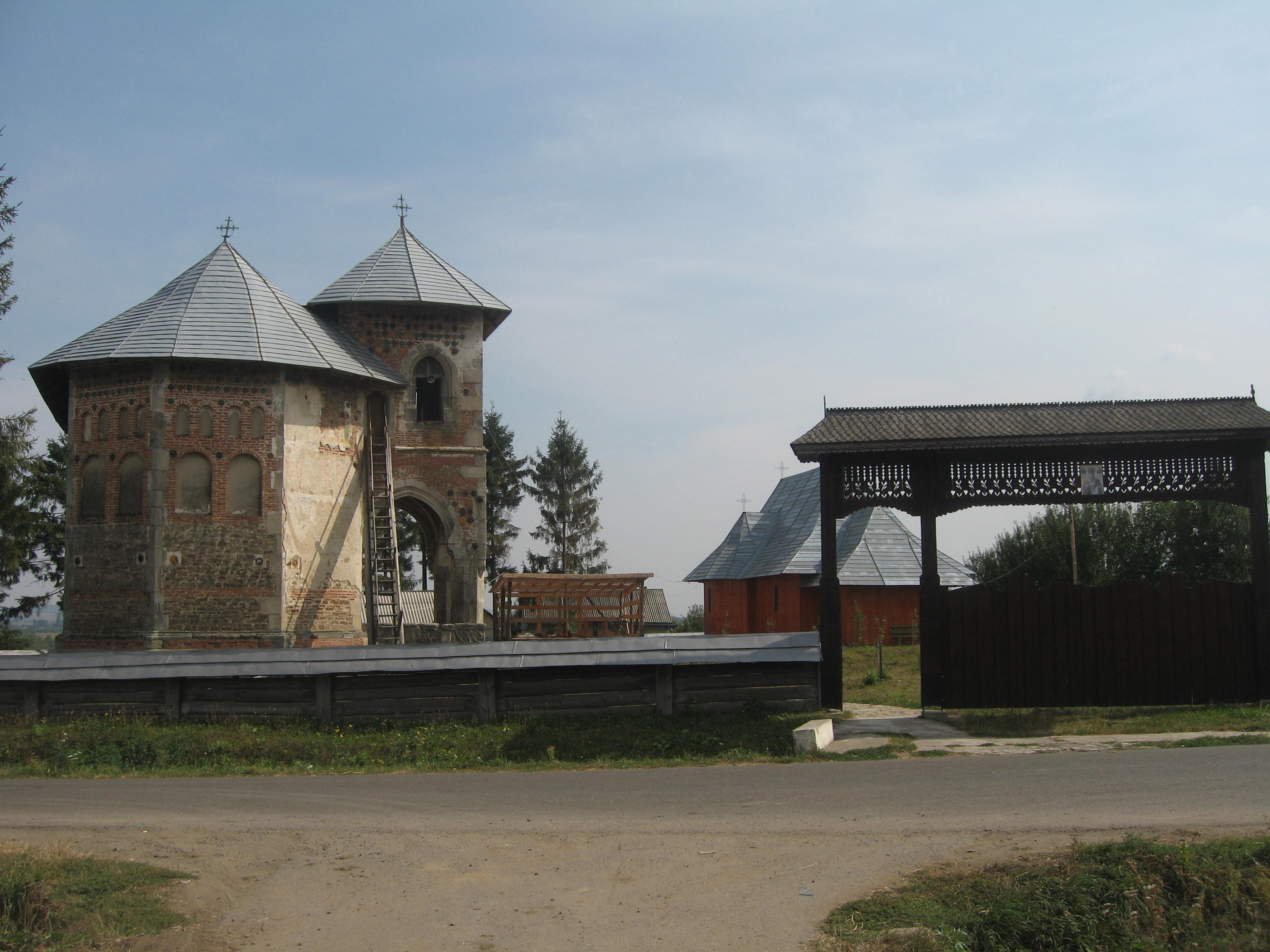
Biserica văzută din drum
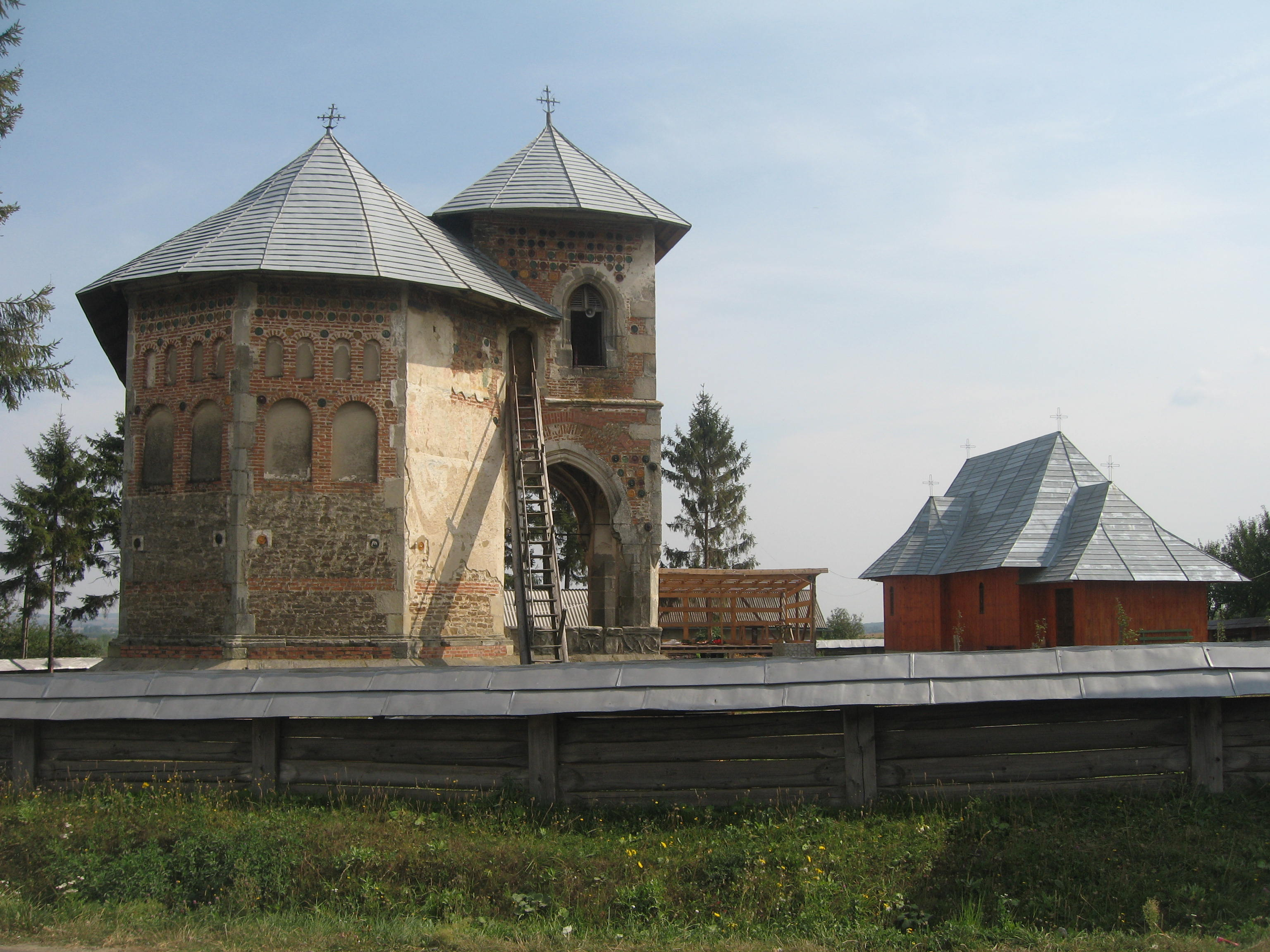
Biserica văzută din drum
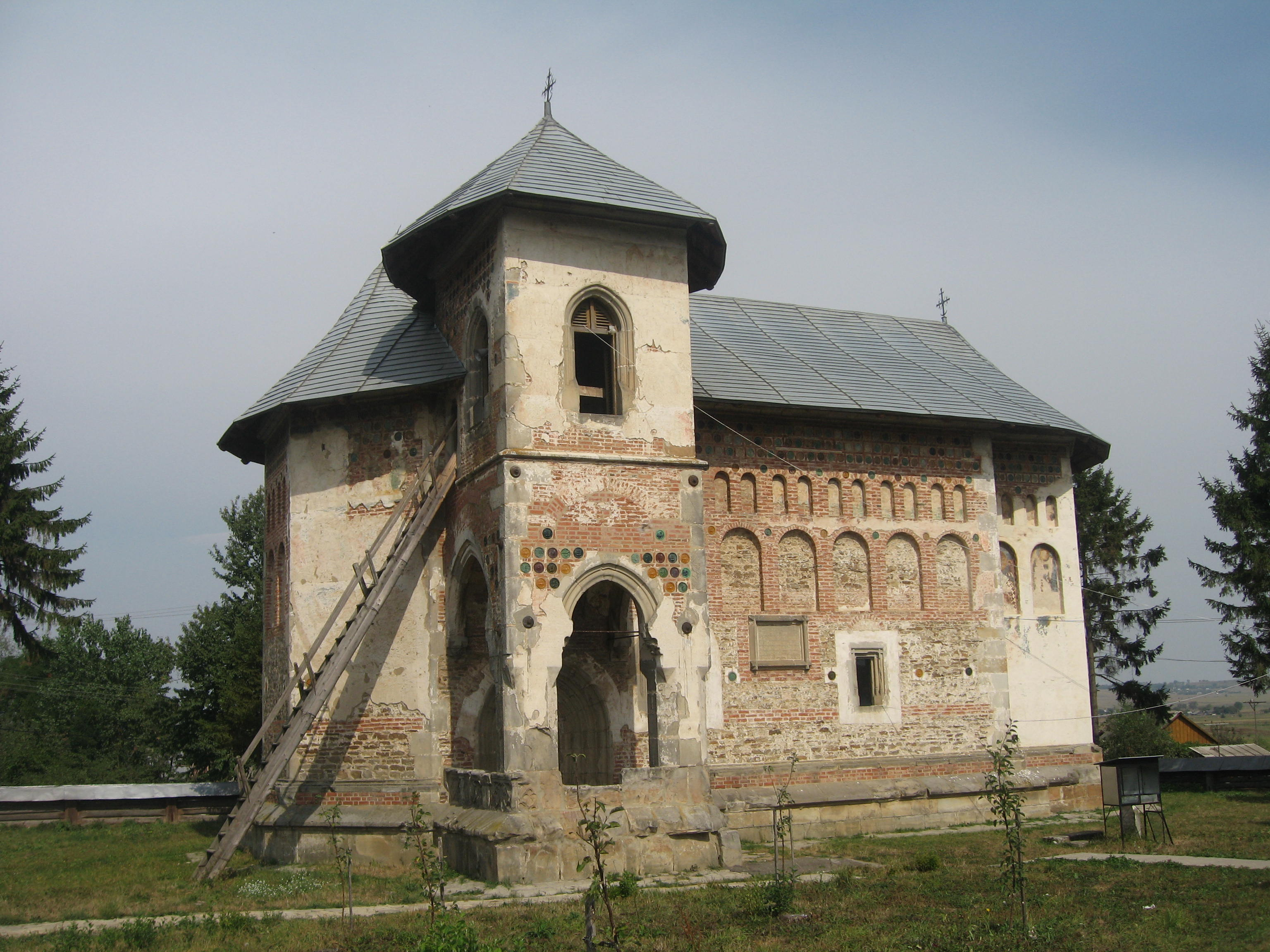
Biserica
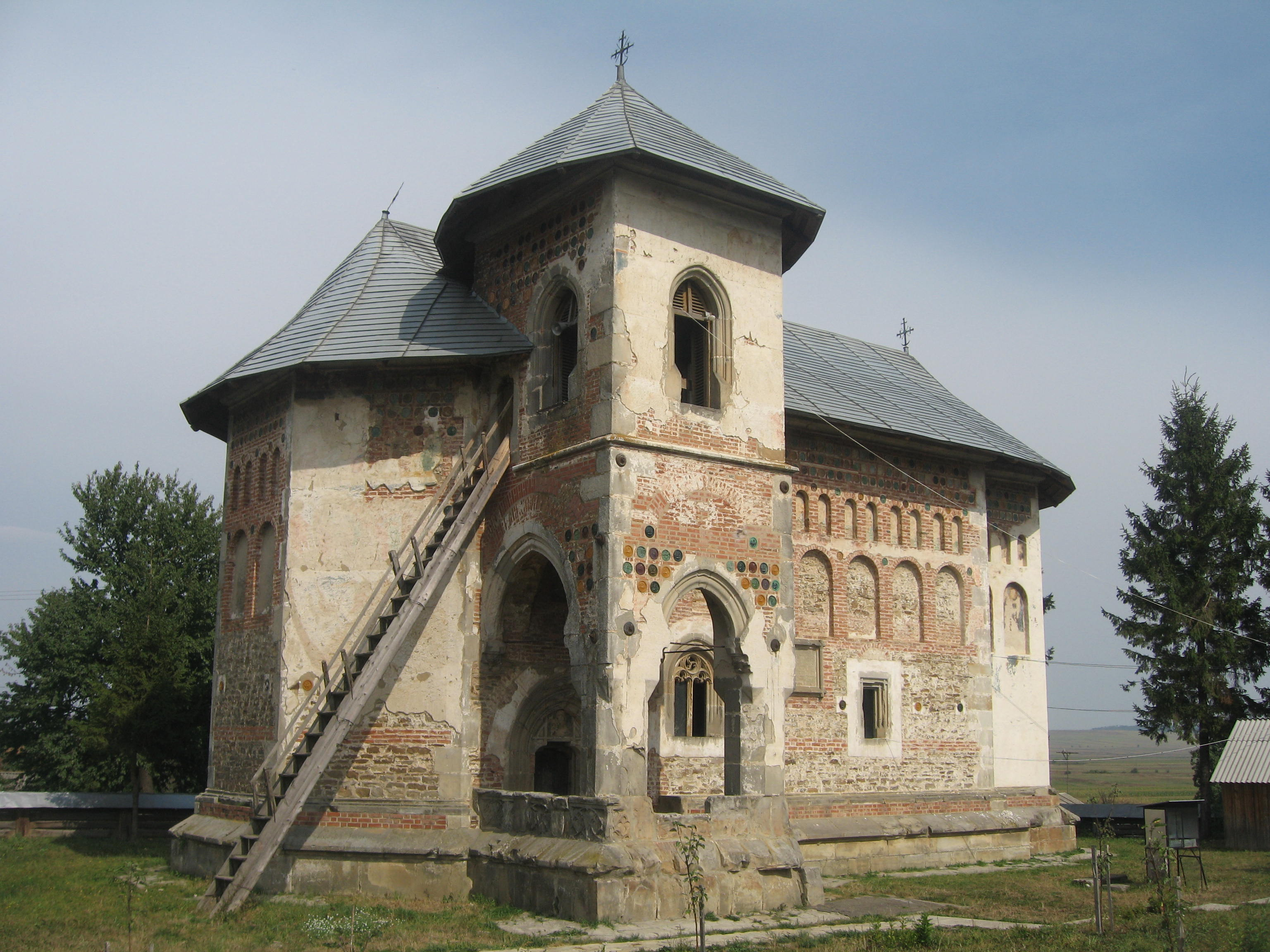
Biserica
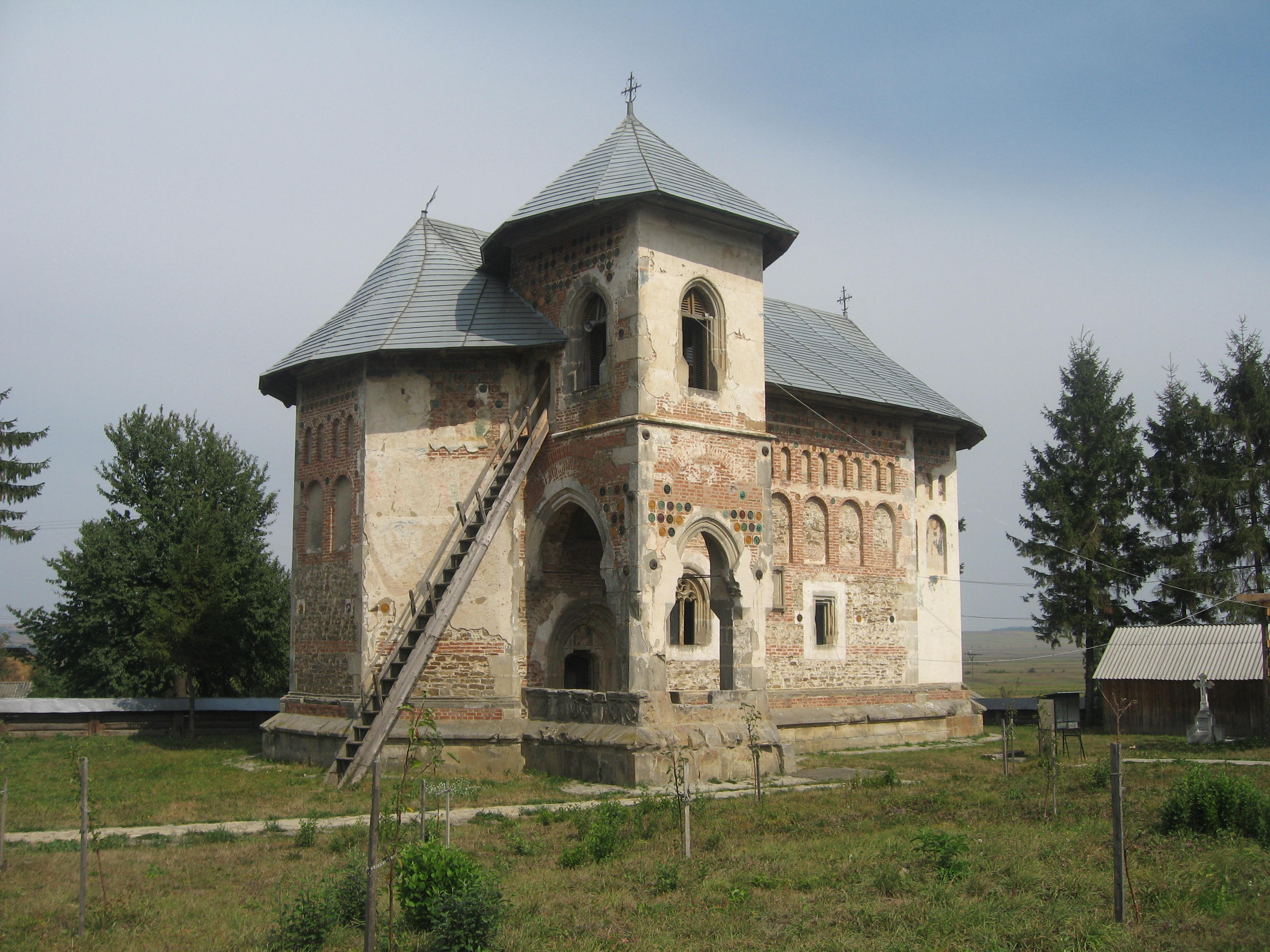
Biserica
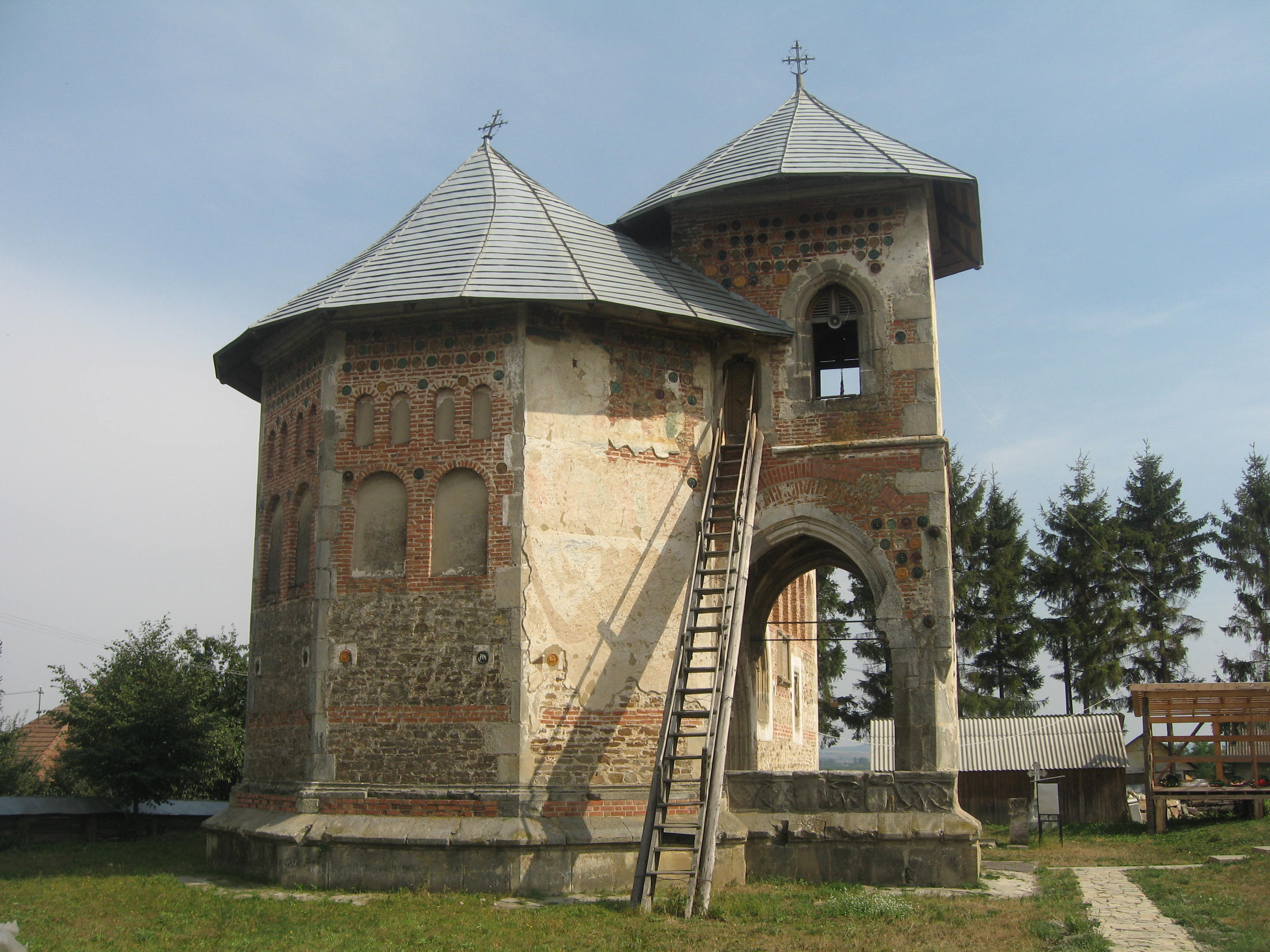
Vedere a bisericii de pe latura de vest
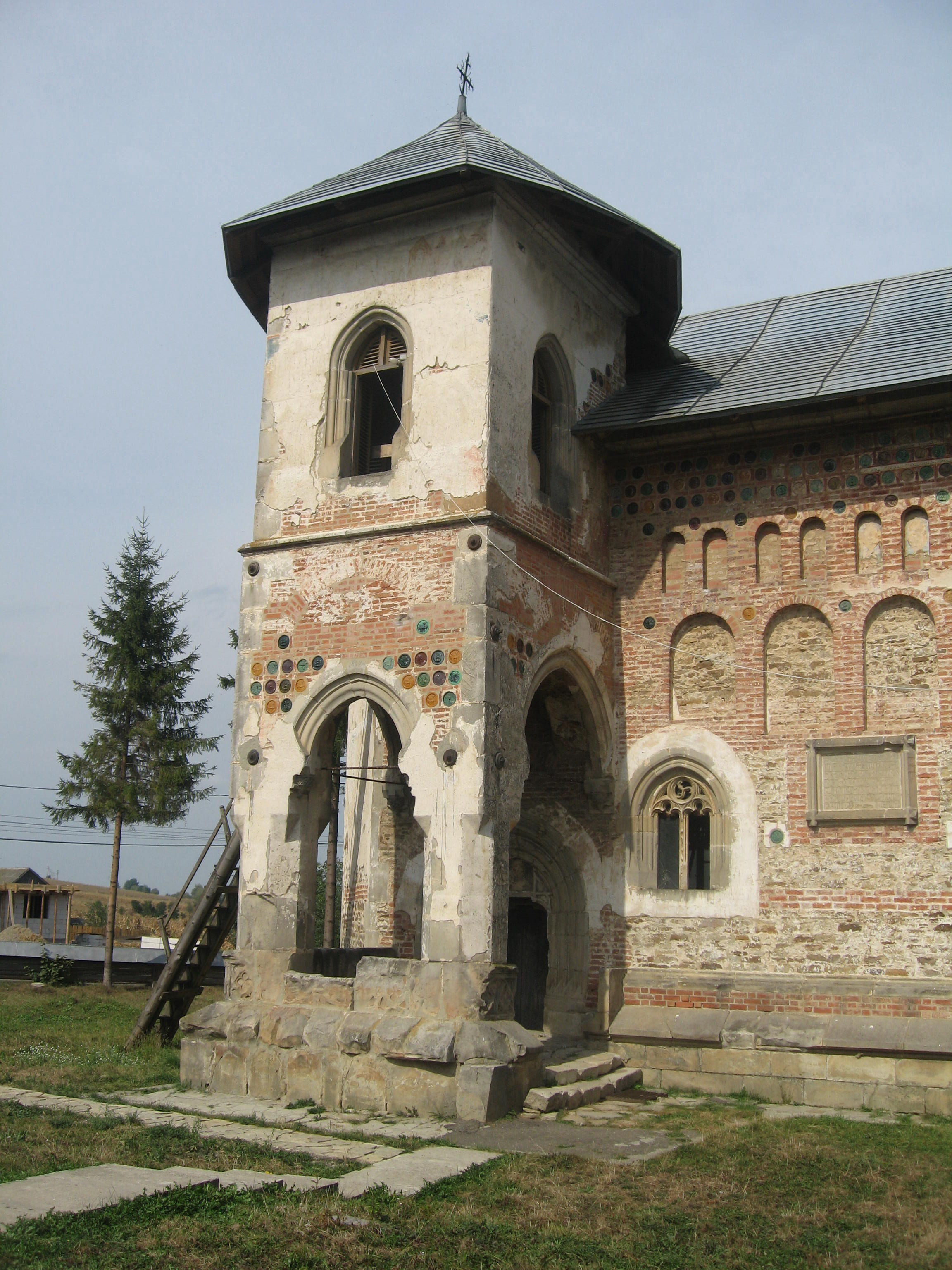
Clopotniţa deasupra pridvorului
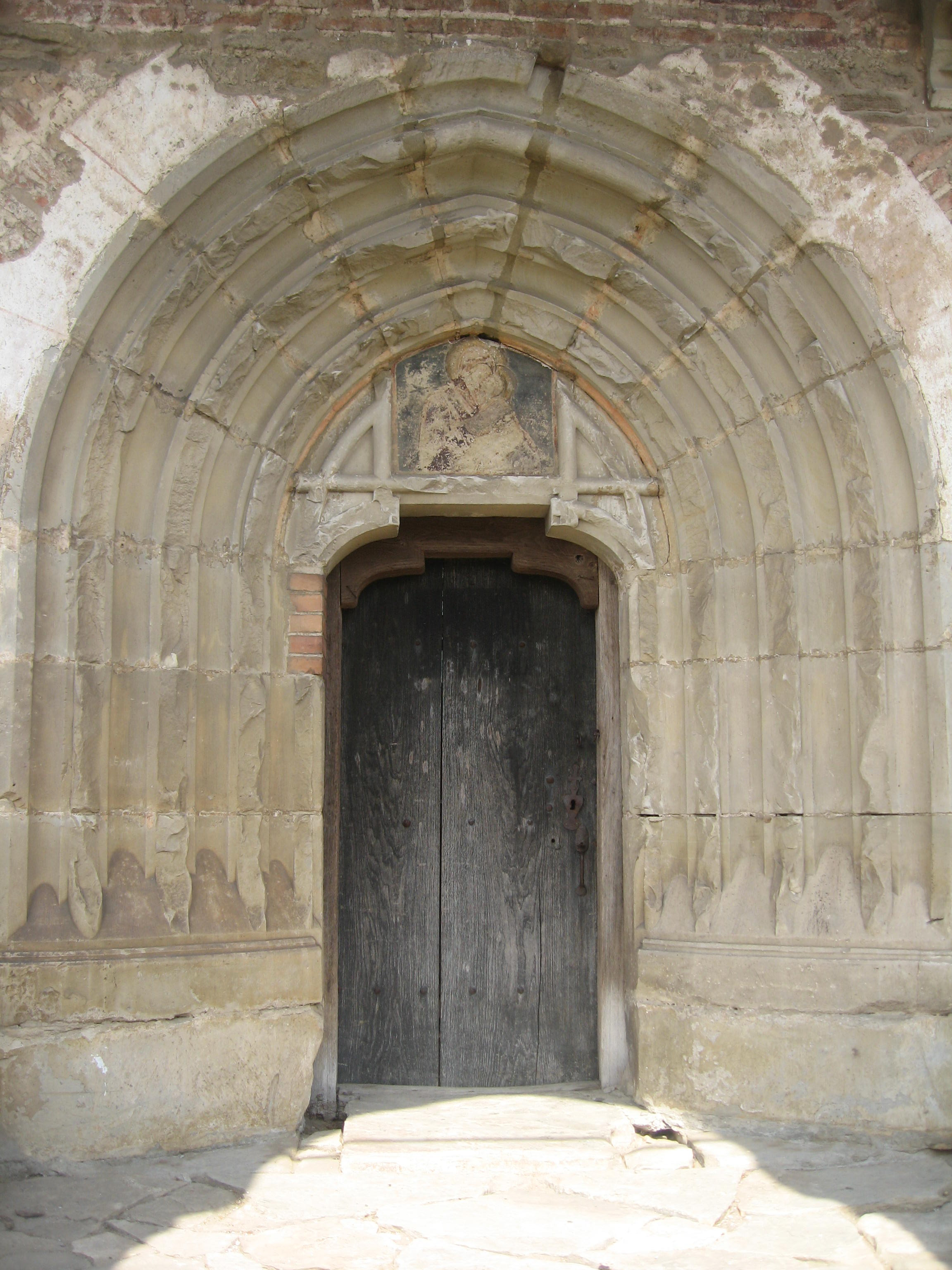
Portalul de intrare în pronaos în stil gotic
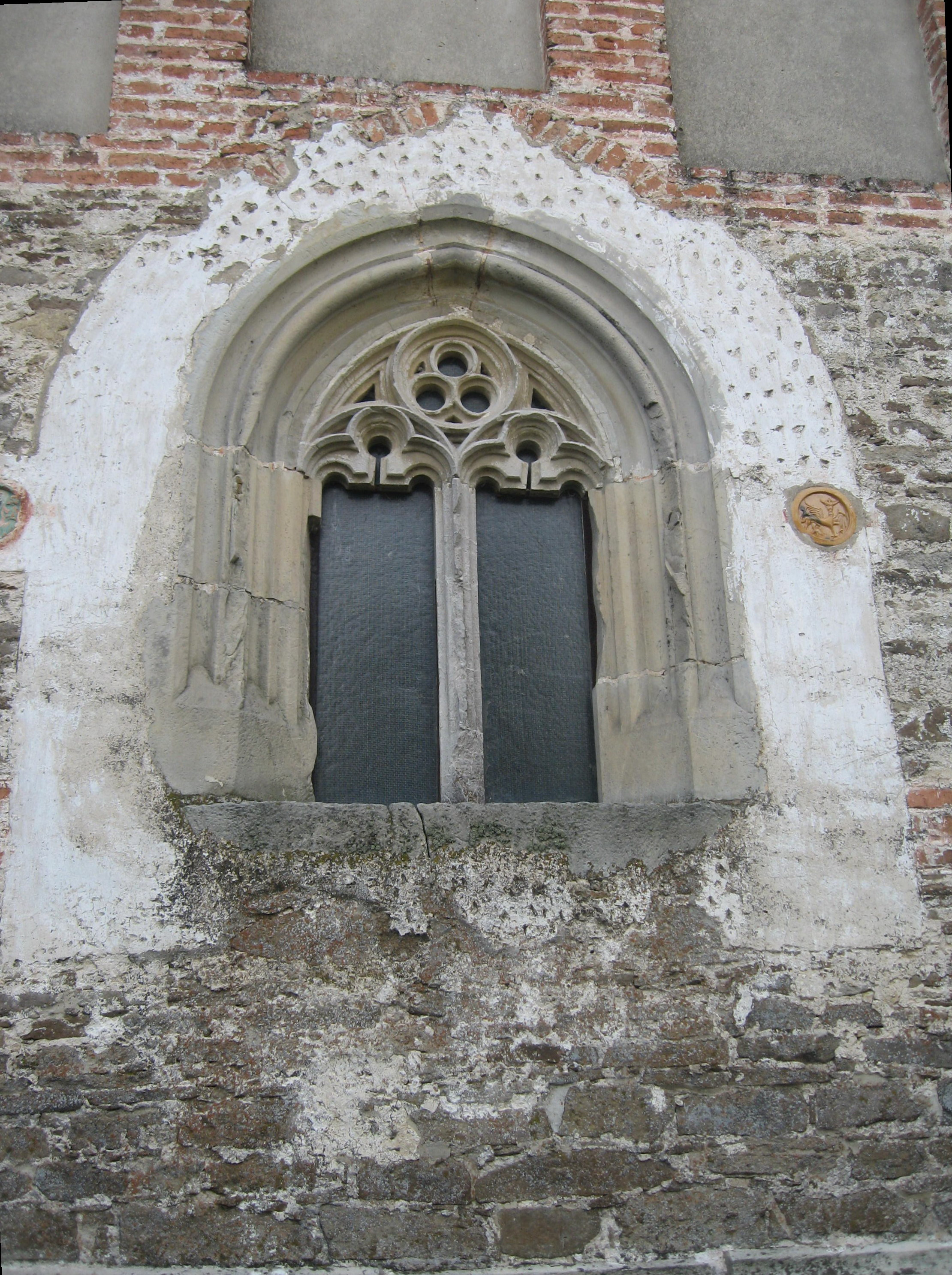
Fereastră în pronaos ornamentată cu rozete în stil gotic
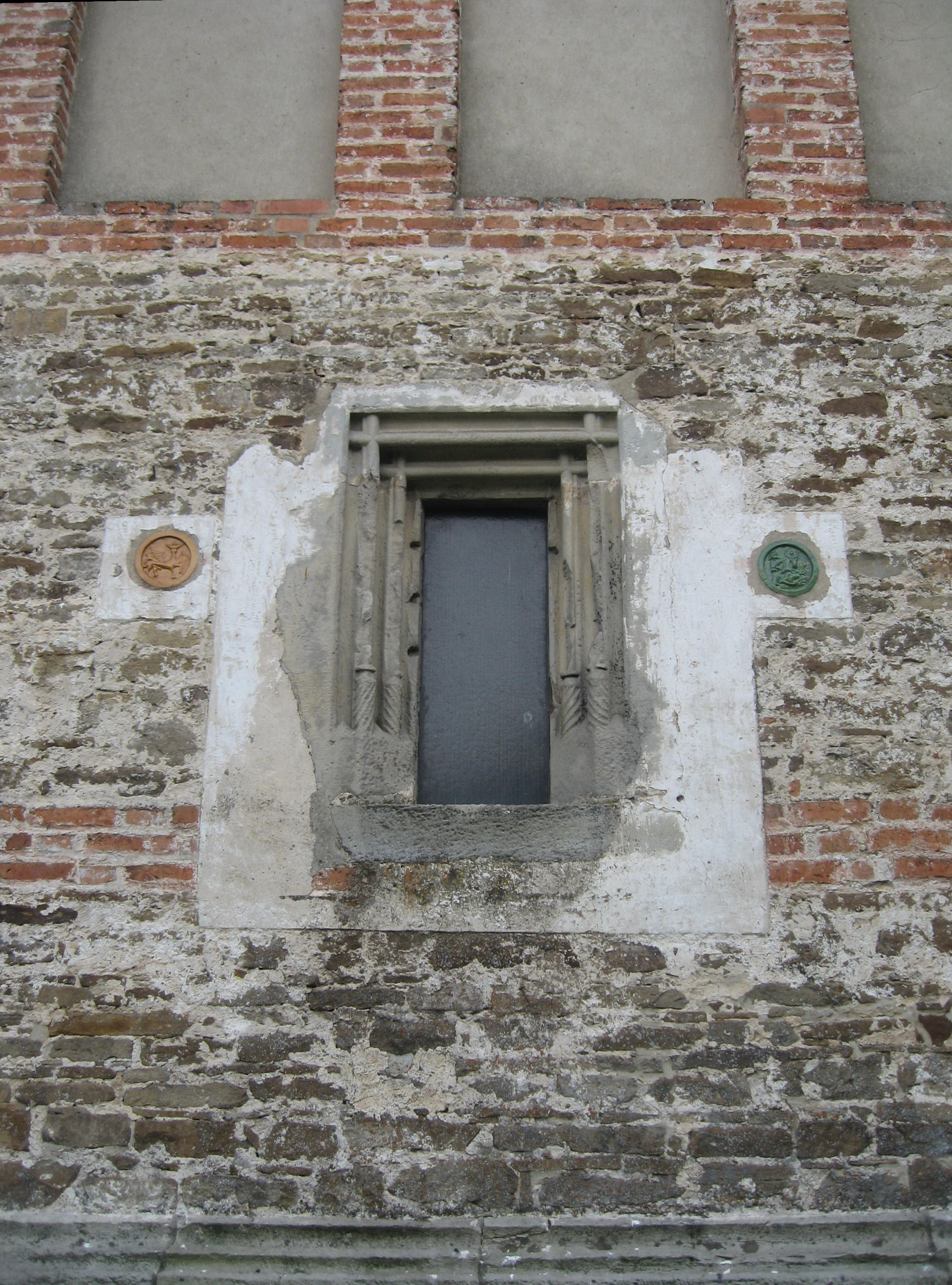
Fereastră din naos cu cadru rectangular
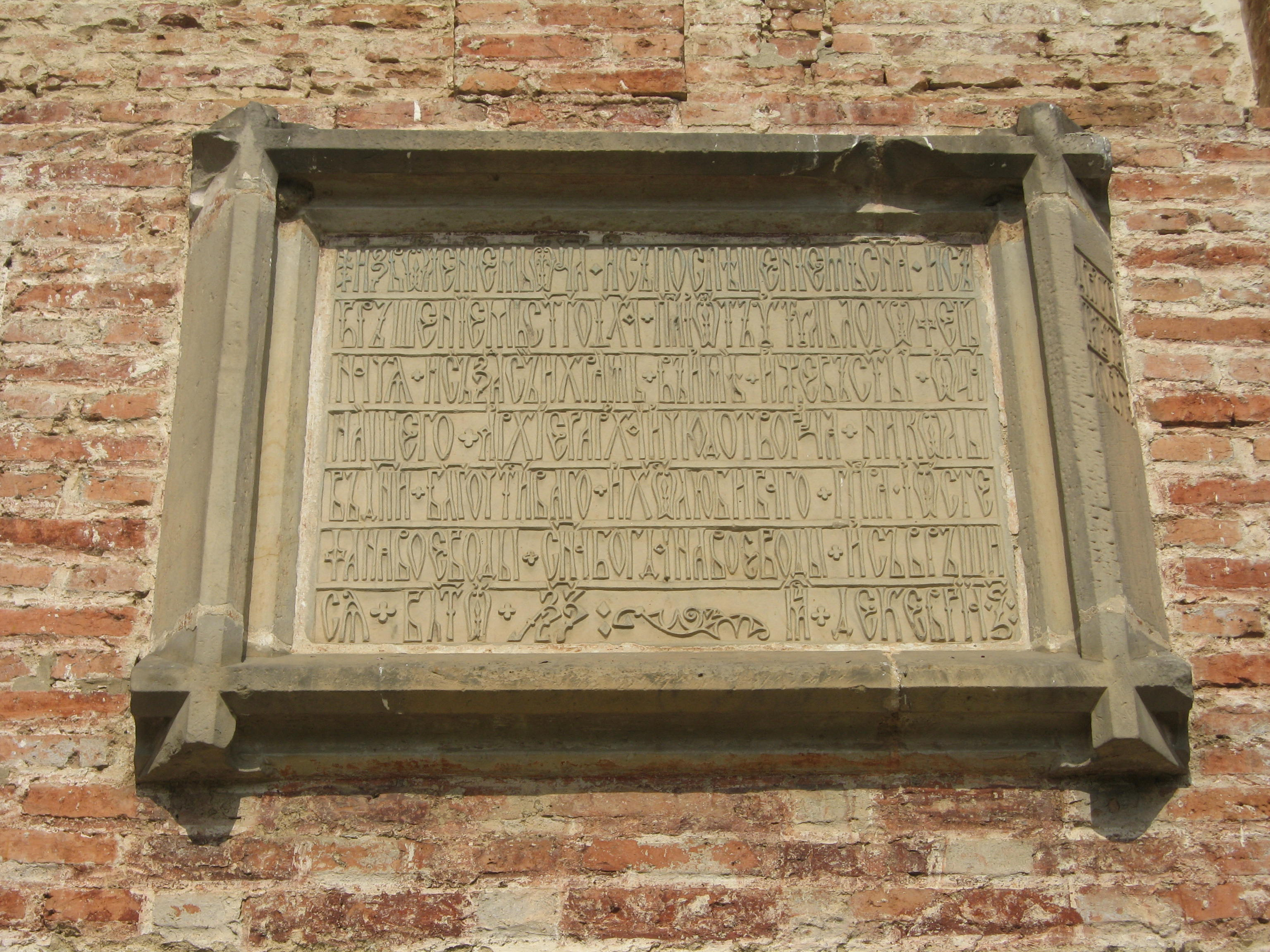
Pisania bisericii
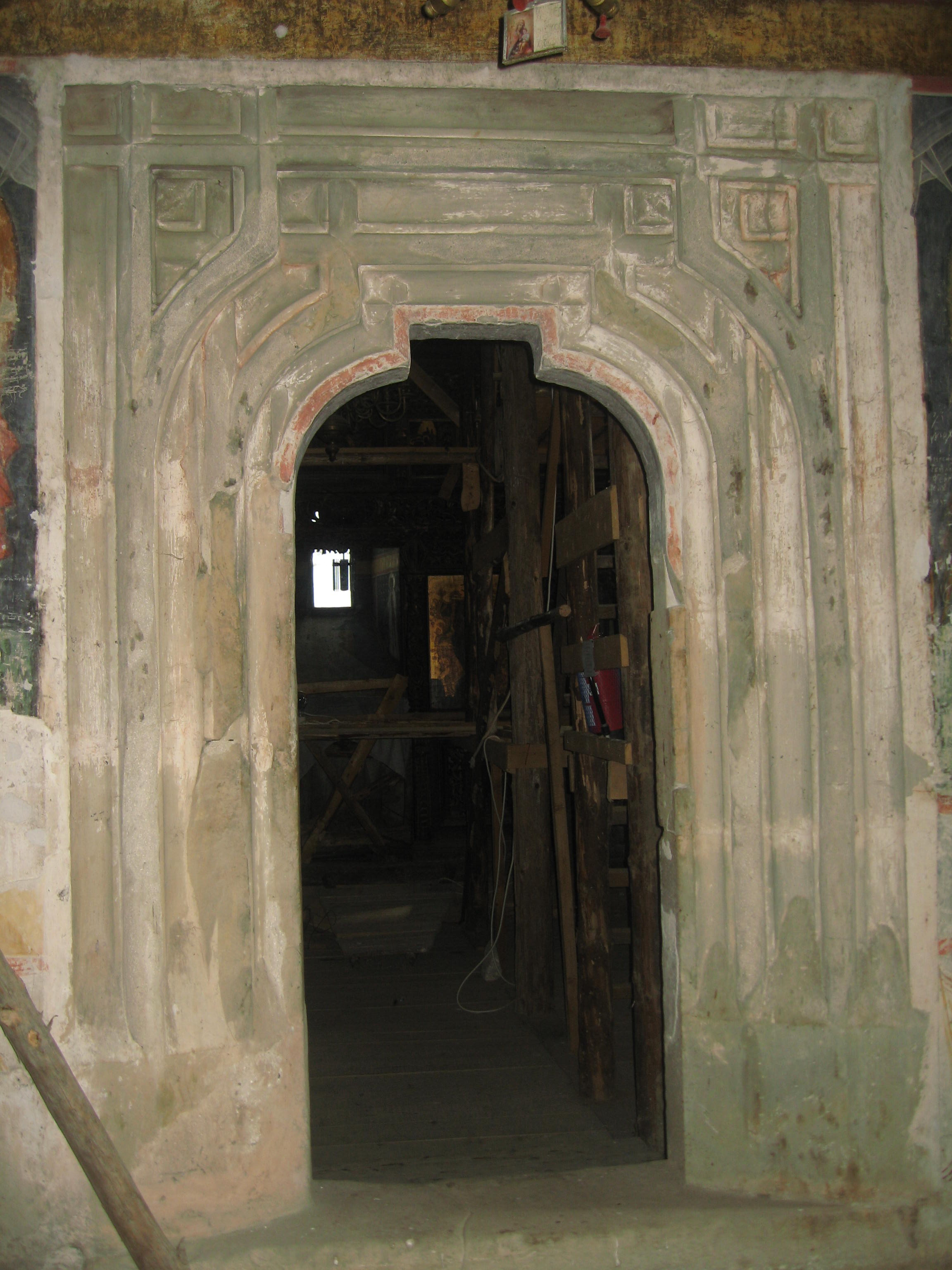
Portalul de trecere din pronaos în naos
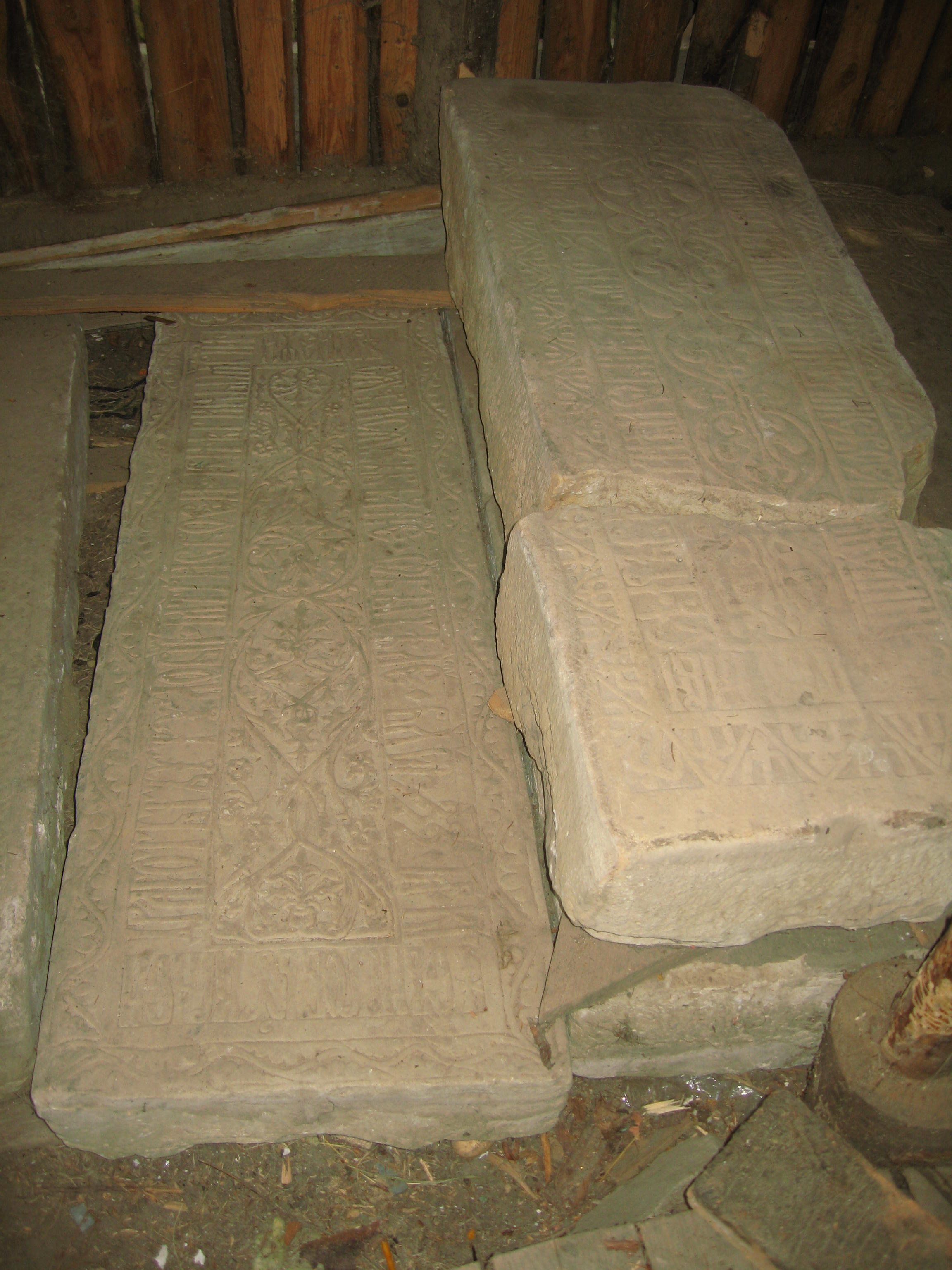
Pietre de mormânt din biserică, aflate iniţial în pronaos, astăzi depozitate temporar într-o magazie
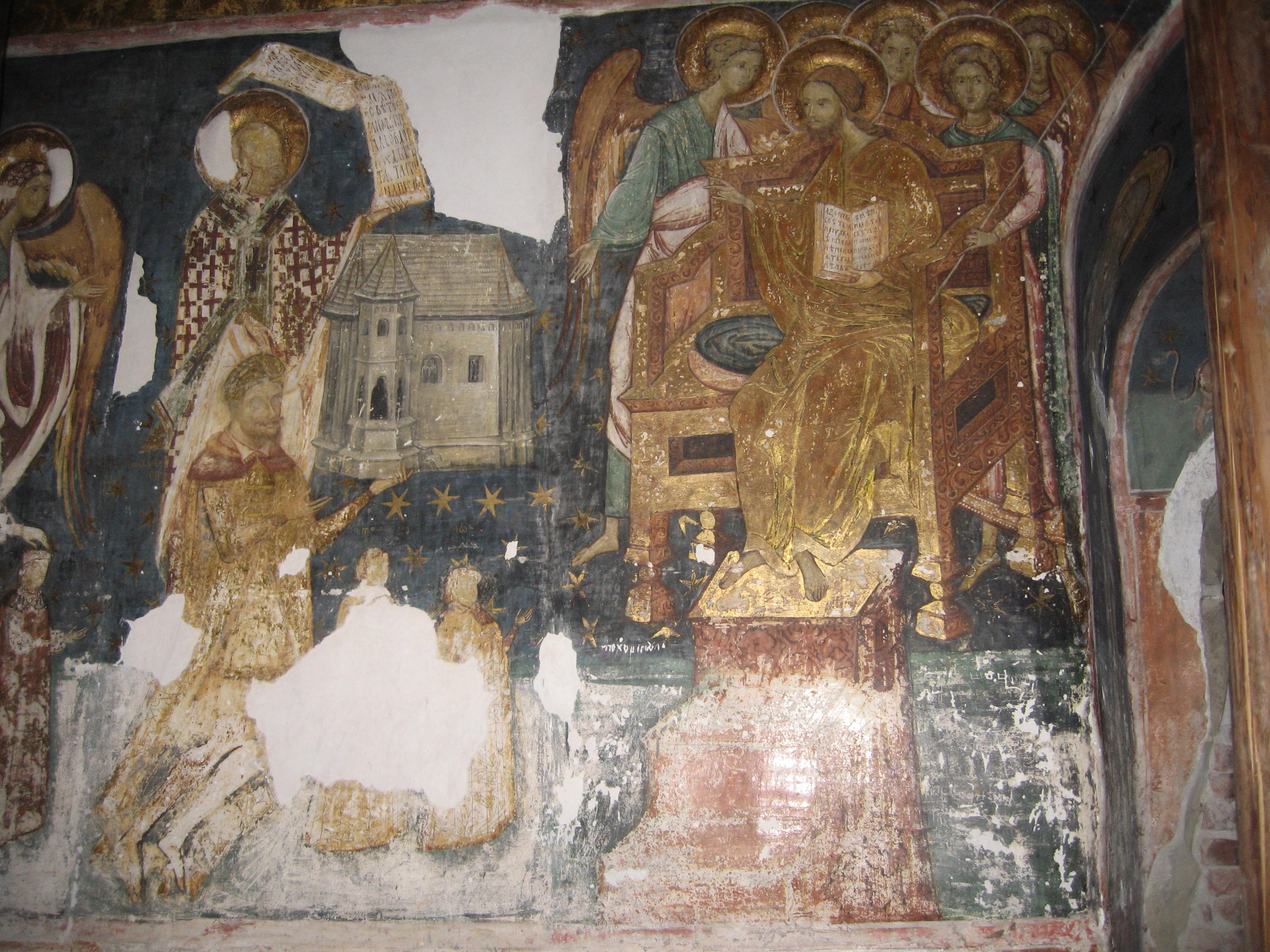
Tabloul votiv
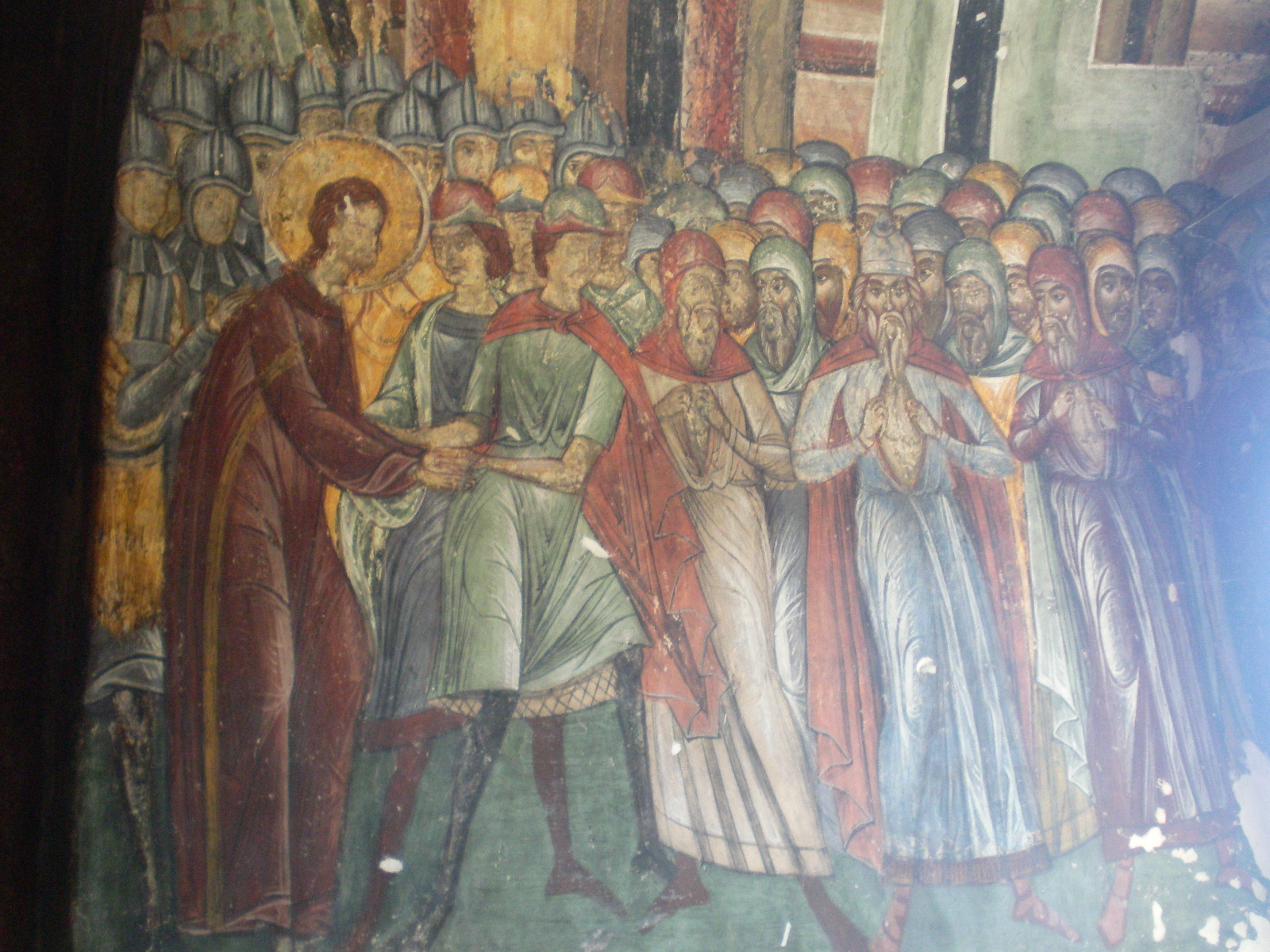
Picturi din biserică
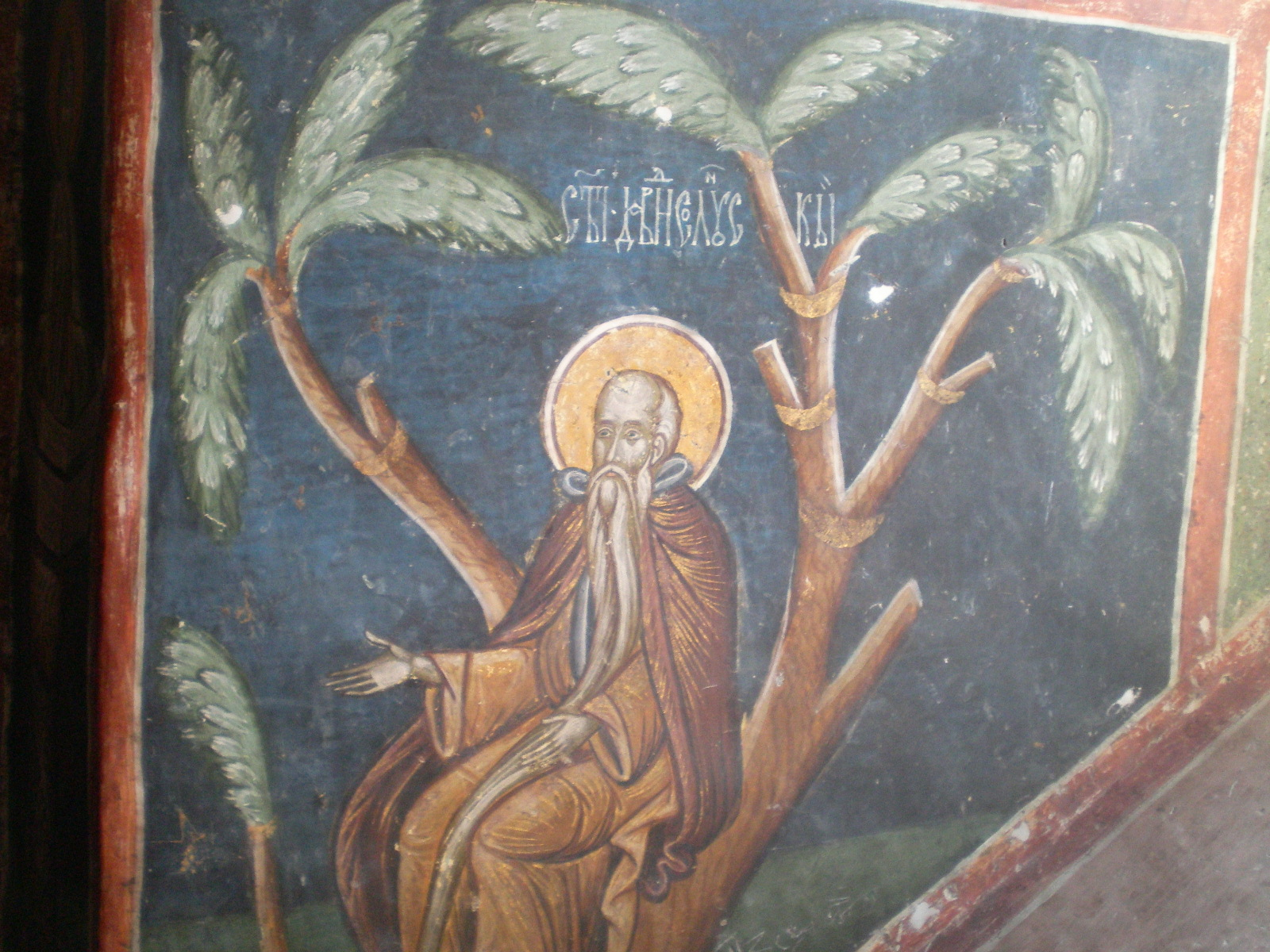
Picturi din biserică
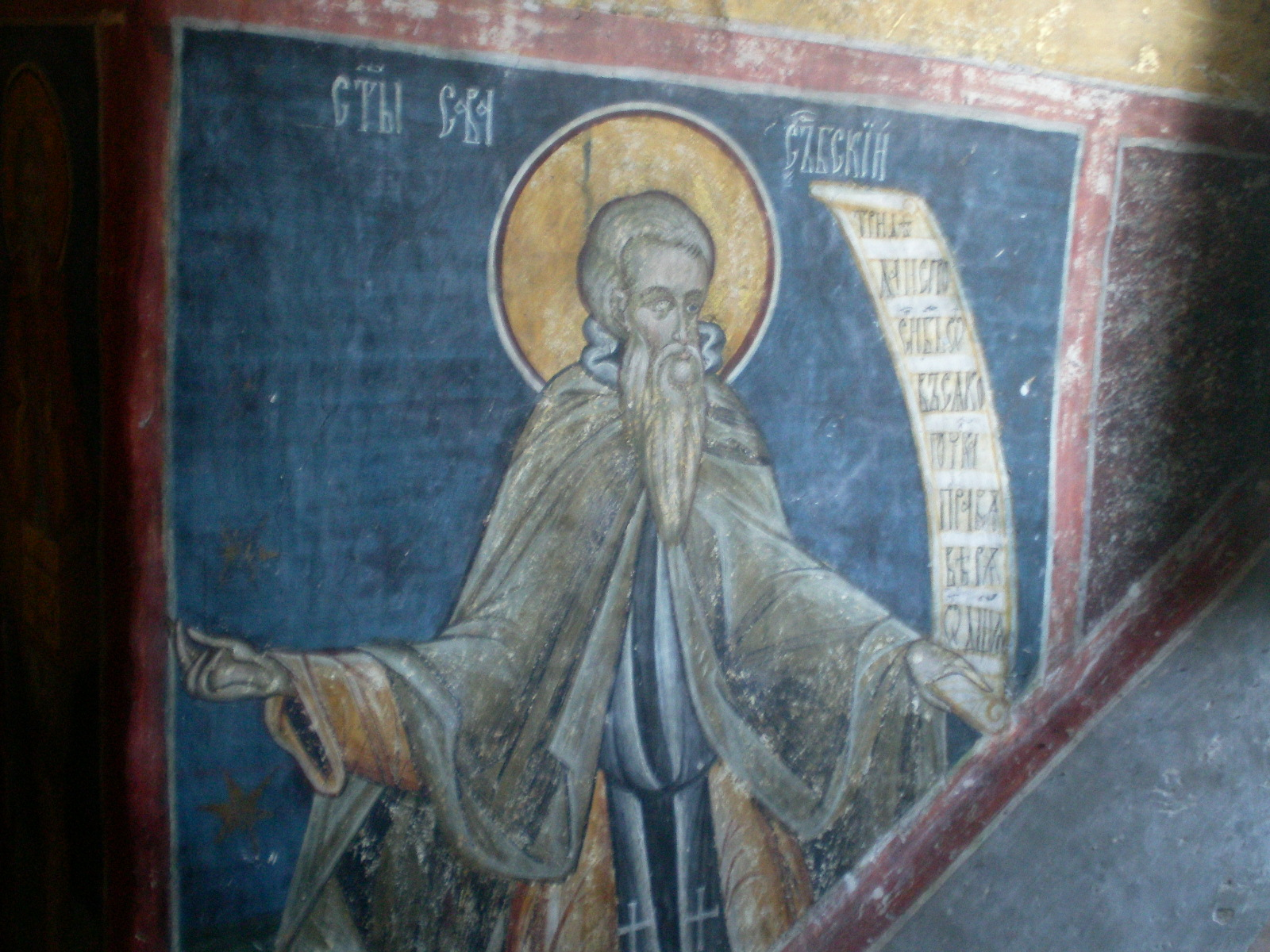
Picturi din biserică
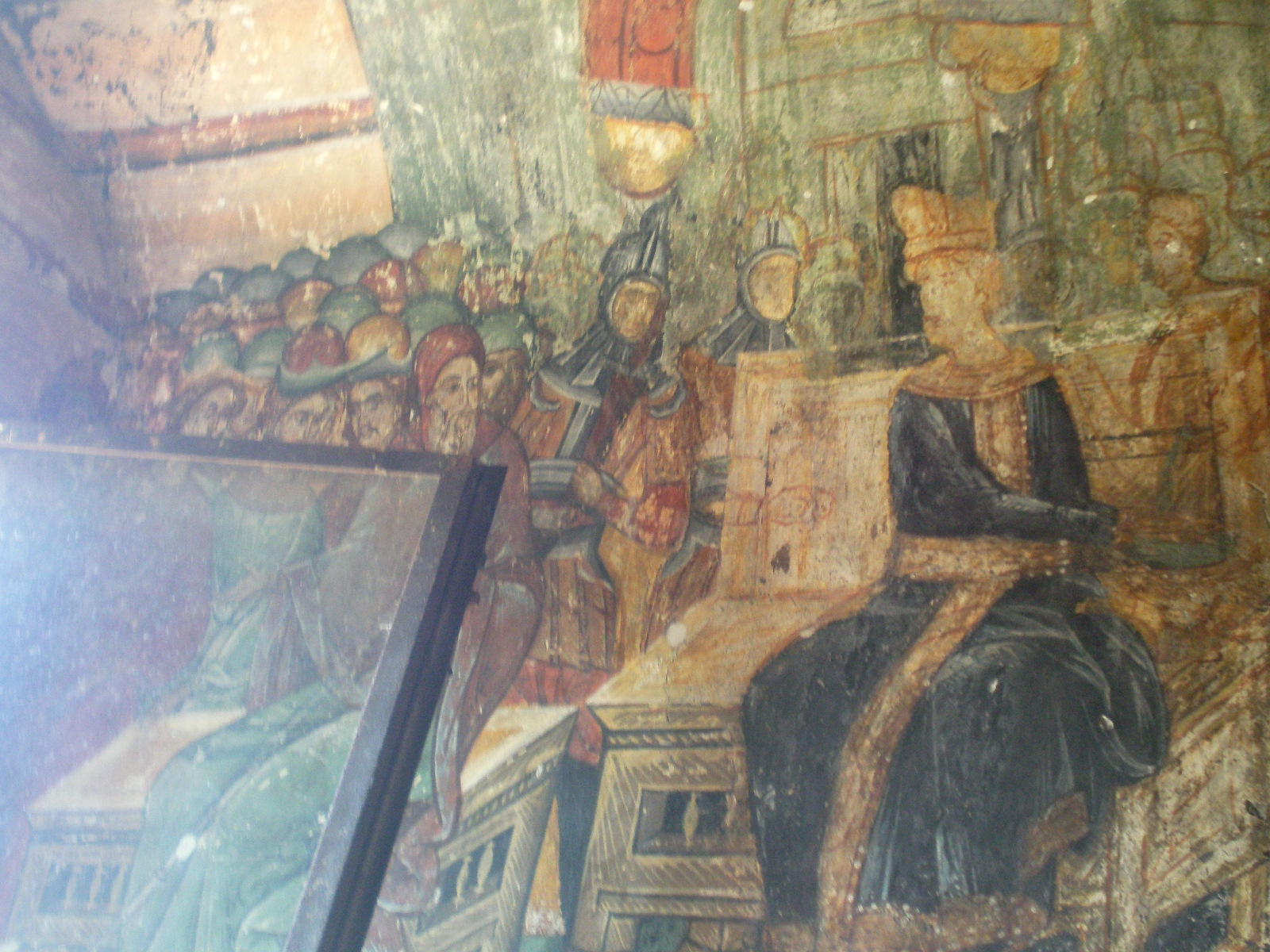
Picturi din biserică
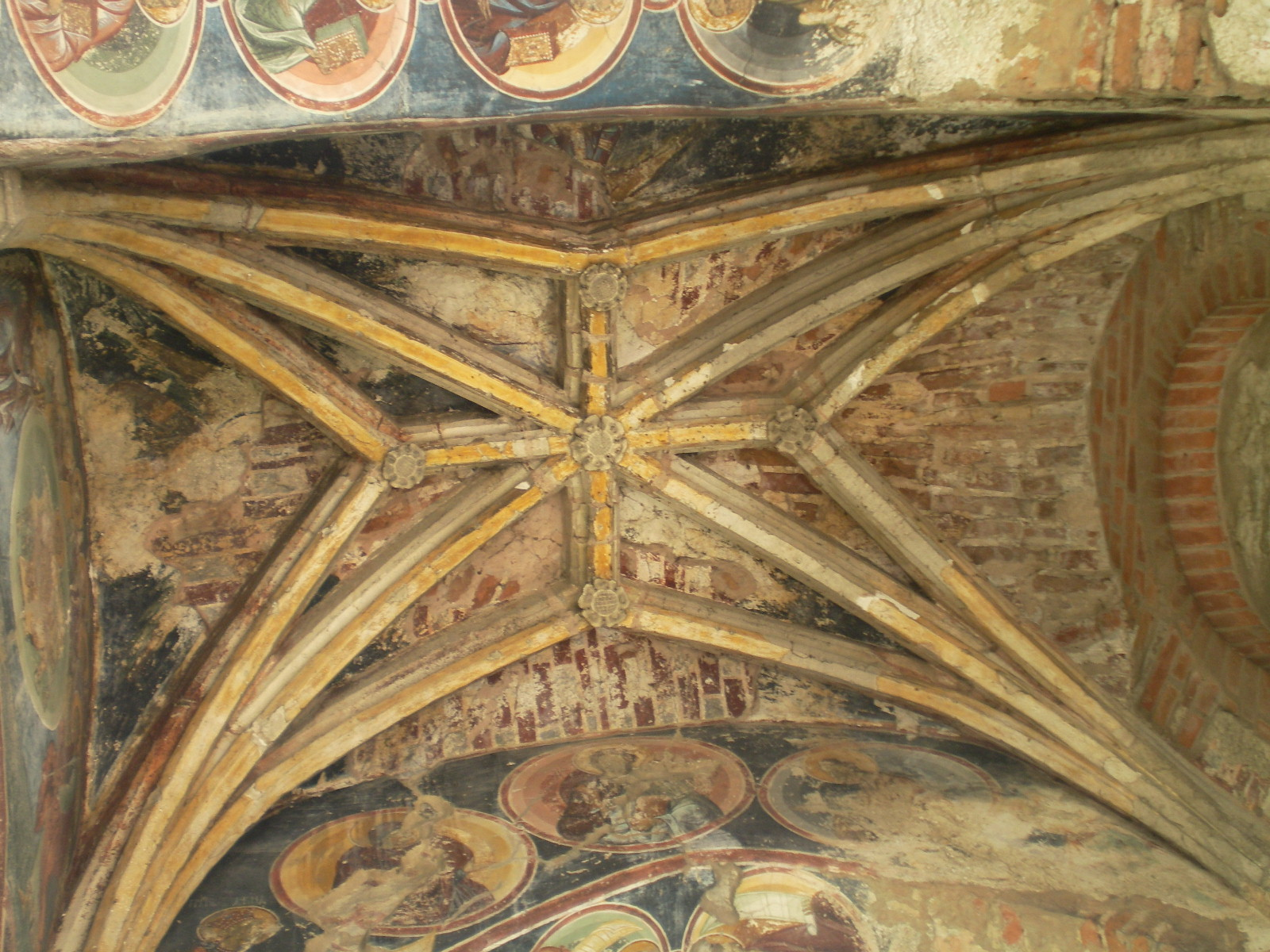
Bolta pridvorului
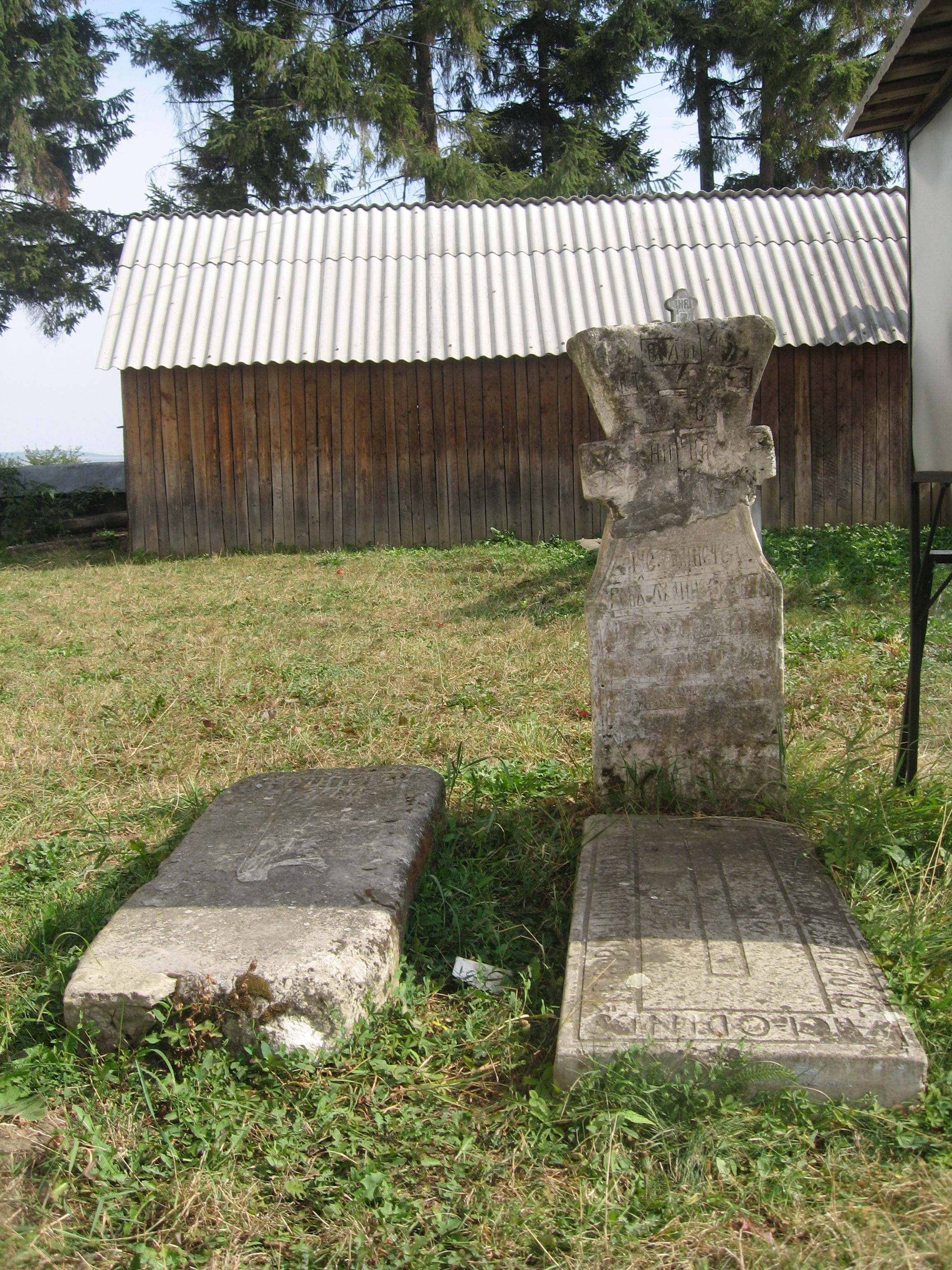
Morminte aflate în curtea bisericii
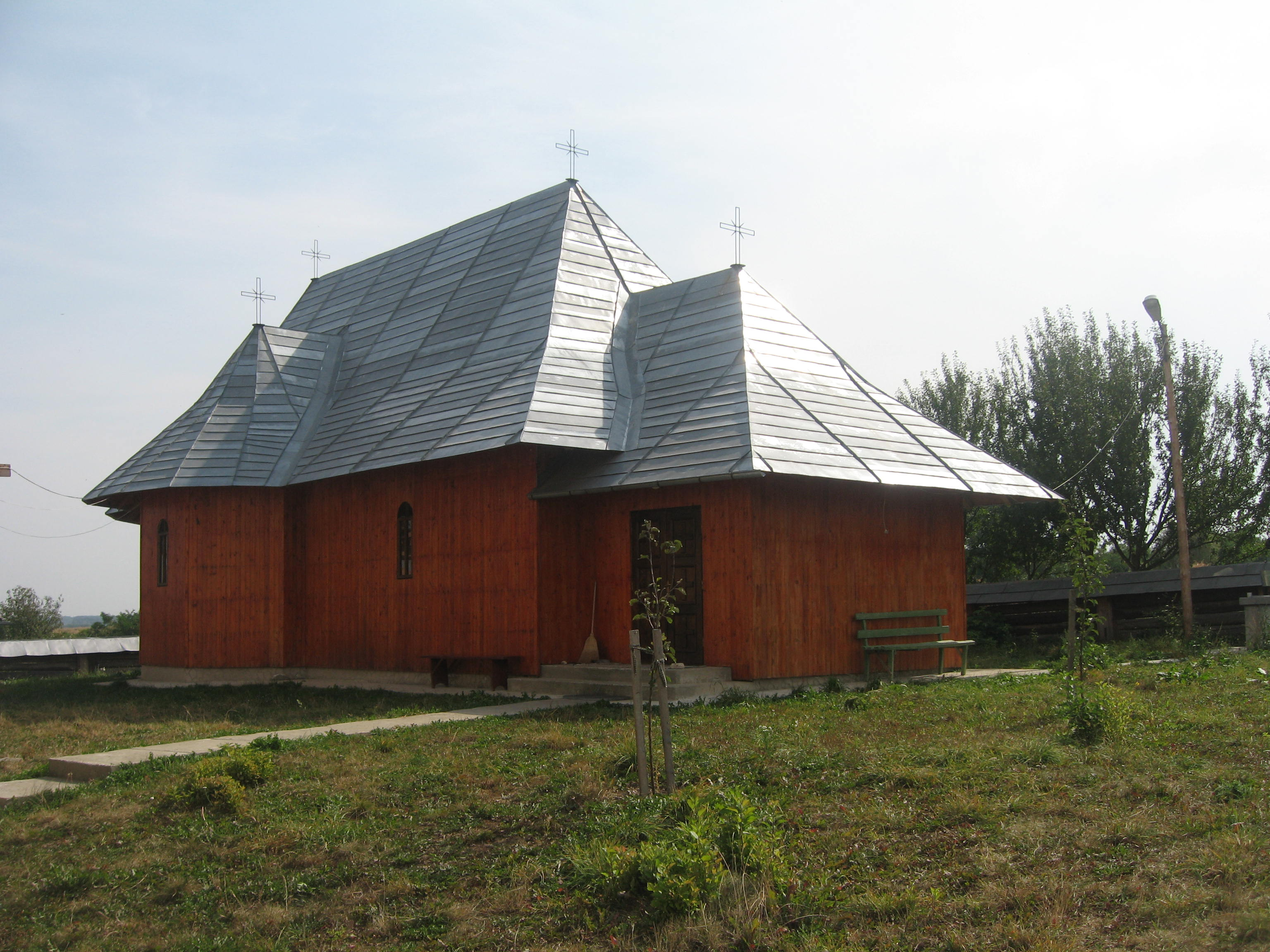
Biserică de lemn  construită în curtea bisericii